# Hergstbach
Der Hergstbach ist ein fast 15 Kilometer langer Bach im Norden Baden-Württembergs im Neckar-Odenwald-Kreis und im Landkreis Heilbronn, der im Möckmühler Teilort Ruchsen von Norden und rechts der Jagst zuläuft.

## Name
Der Ort Hergenstadt hieß ursprünglich Hergenstal (1469, 1472) oder Hergestal (1473). Der Bachname ist eine Verkürzung von Hergest(al)bach.

## Geographie
Der eigentliche Hergstbach ab Leibenstadt ist knapp neun Kilometer lang, verfolgt man den Lauf des Hergstgrabens bis zu den Quellen bei Hergenstadt, kommt man auf eine Länge von etwa 13 Kilometern, mit dem gesamten rechten Oberlauf Hergstgraben, der in ⊙ Marienstadt beginnt, von 14,7 km. Sein Einzugsgebiet wird im Osten von dem der Kessach und im Westen von dem der Seckach begrenzt und umfasst 32,5 km², womit der Hergstbach unter den Zuflüssen der Jagst auf dem zehnten Platz rangiert. Daran gemessen ist seine Wasserführung allerdings auffallend gering. Dennoch kann er bei Normalwasser immerhin eine Tiefe von bis zu 1,3 Metern erreichen.

### Hergstgraben und Heidelsgraben
Der Hergstbach entsteht in Leibenstadt aus dem Zusammenfluss von rechtem Hergstgraben und linkem Heidelsgraben, die nahezu gleich groß und gleich lang sind und etwa parallel verlaufen.
Die Suche nach dem Ursprung des Hergstbachs liefert kein eindeutiges Ergebnis. Eine Quelle ist nicht definiert. Es gibt einige wenig ergiebige Quellen nordöstlich von Hergenstadt (Stadt Adelsheim) in etwa 350 Metern Höhe, eine weitere Quelle liegt in Hergenstadt selbst. Von dort beginnt der Hergstgraben seinen Lauf in südliche bis südwestliche Richtungen. Das Wasser, das er hier führt, ist jedoch hauptsächlich Oberflächenwasser; der Wasserfluss erliegt hier schnell, von einer beständigen Quelle kann also nicht die Rede sein. Die Vertiefungen des beginnenden Hergstbachtales reichen bis zum Weiler Marienhöhe (Stadt Osterburken).
Das Tälchen des Heidelsgrabens birgt zunächst ein kleines Fließgewässer, die Hundel. Diese versickert nach kurzem Lauf. Nahe der Hundel liegt Hopfengarten, ein Teil der Gemeinde Schöntal im Hohenlohekreis. Erst weiter talabwärts wird der Graben dann Heidelsgraben genannt. Auf Höhe der Sportanlagen des SV Leibenstadt vereint er sich mit dem Hergstgraben.

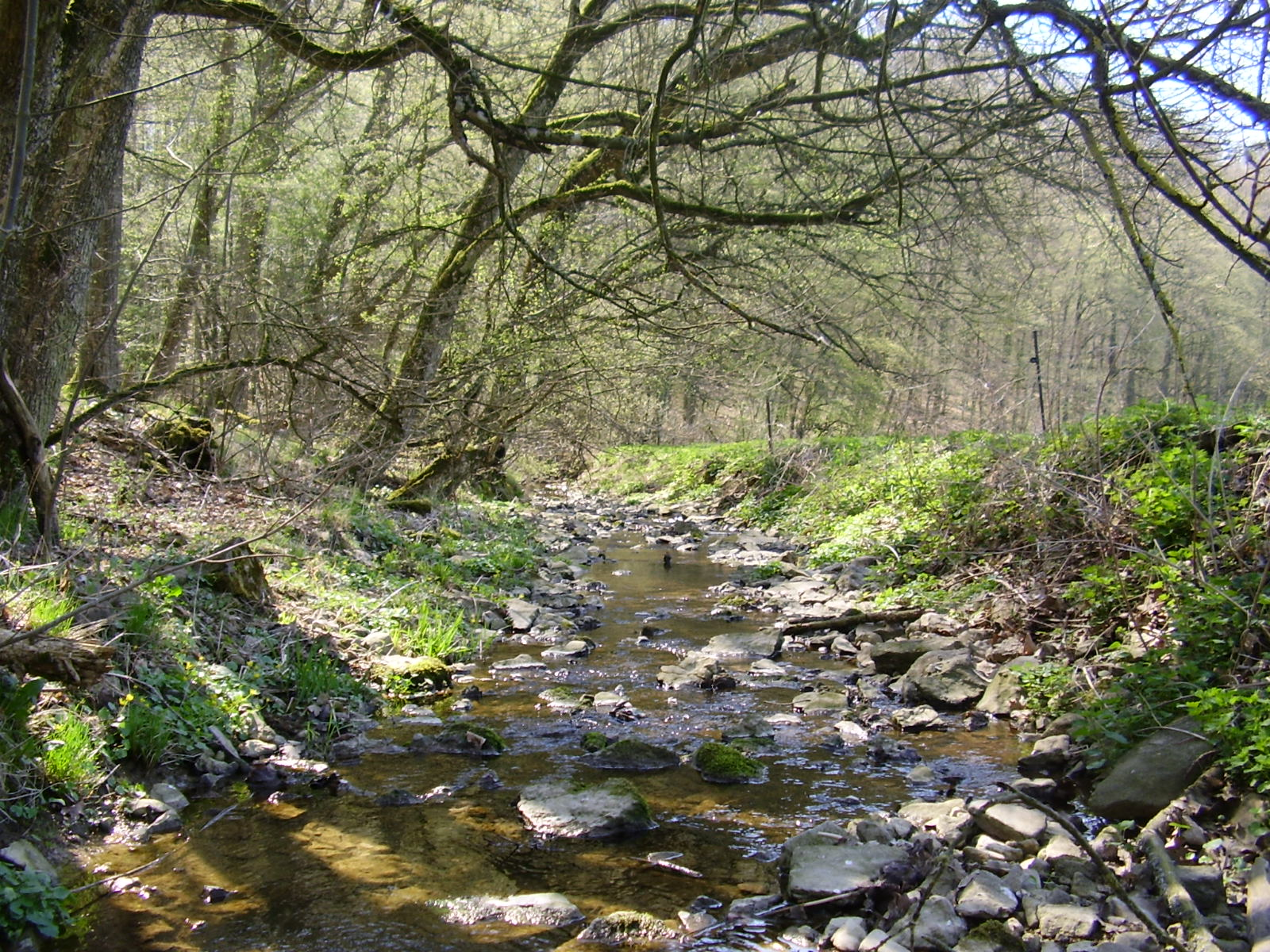
Der Hergstgraben
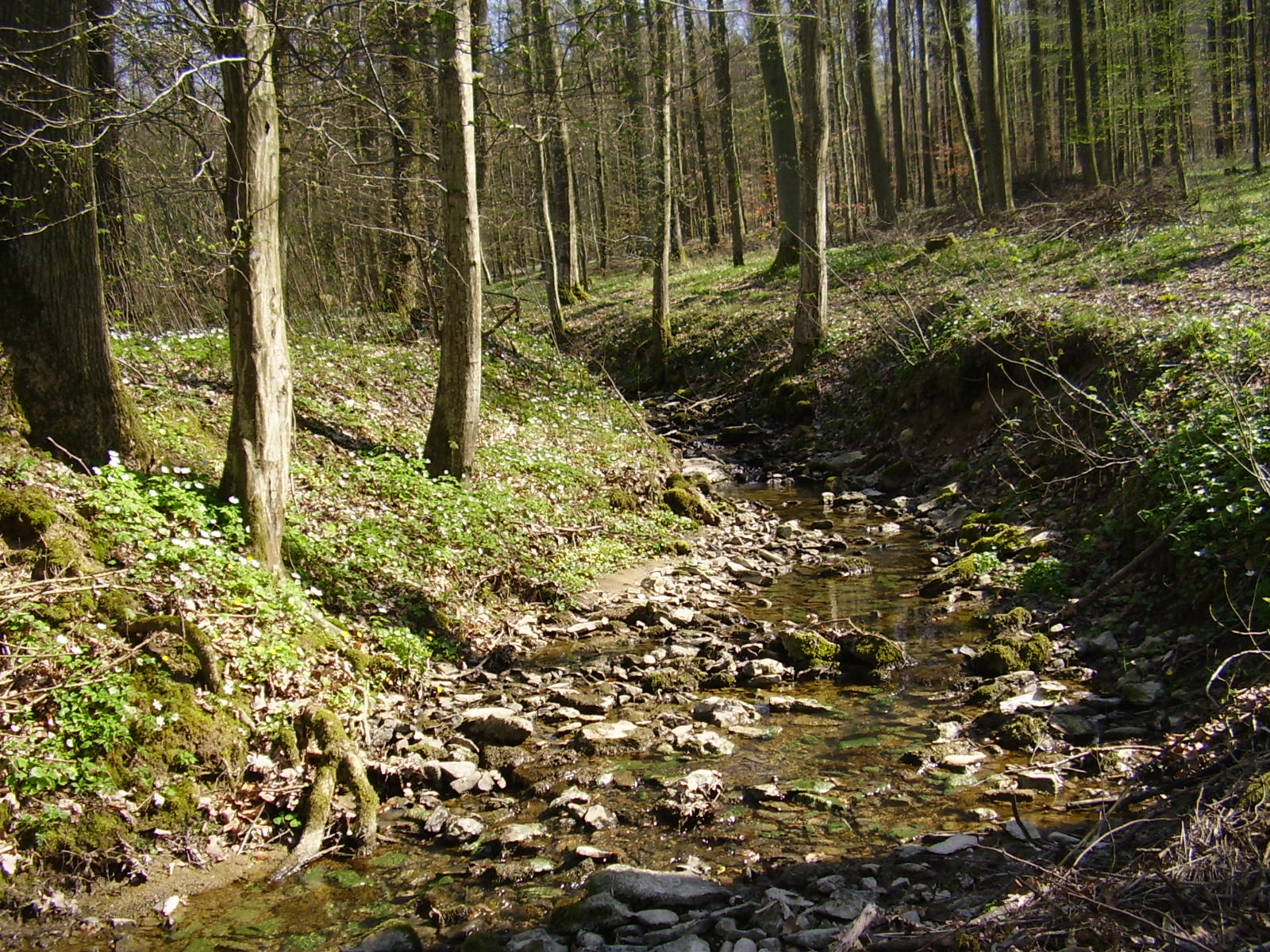
Die Hundel vor ihrer Versickerung
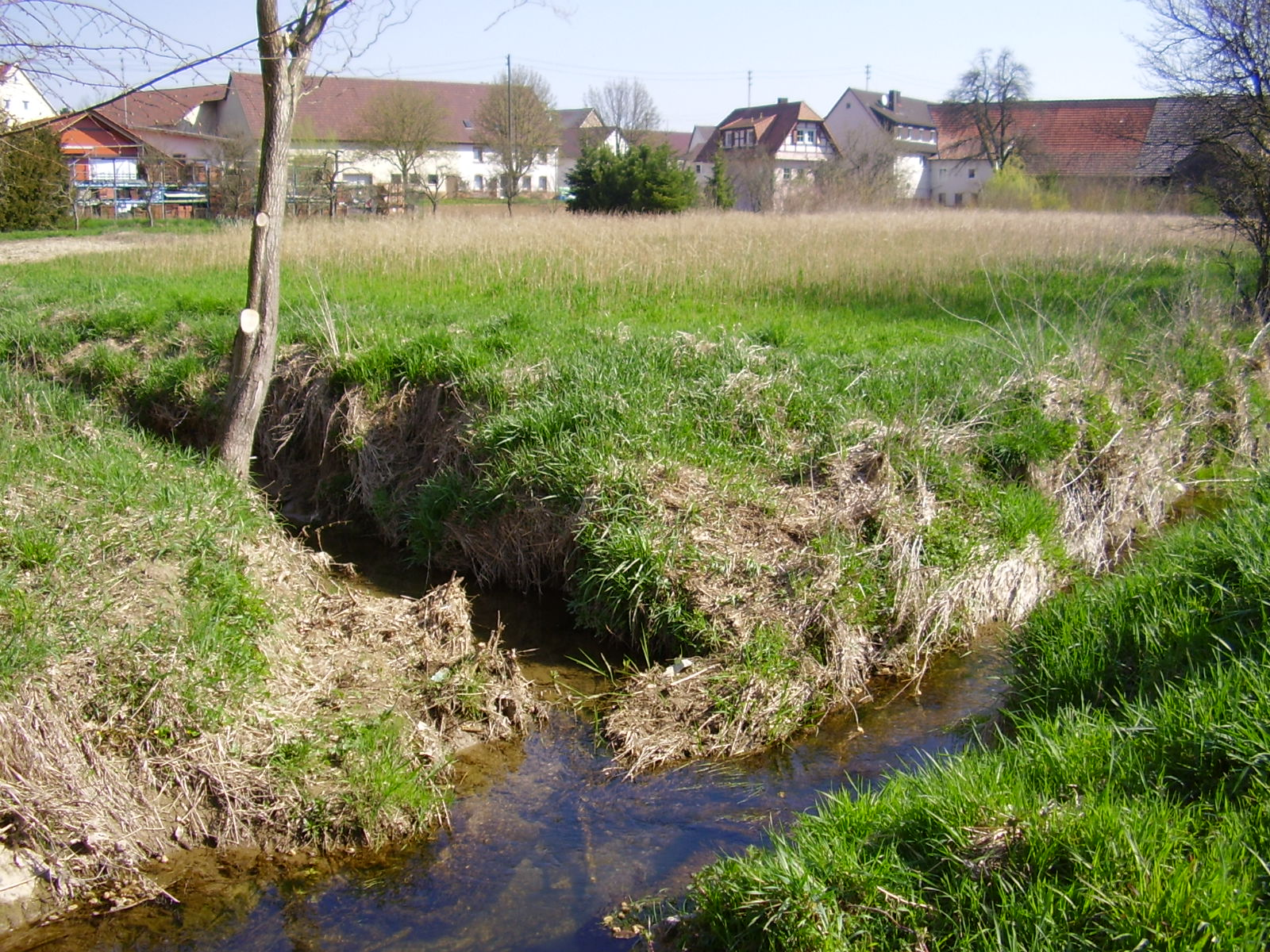
Hergstgraben (links) und Heidelsgraben schaffen hier den Hergstbach. Ein Seitengraben führt jedoch bereits oberhalb von Leibenstadt Wasser vom Hergstgraben dem Heidelsgraben zu.

### Flusslauf
Von seinen Ursprüngen bis zur Mündung in die Jagst fließt der Hergstbach fast ausschließlich in südliche bis südwestliche Richtungen. Unterhalb von Leibenstadt wechselt der von Weiden und Erlen gesäumte Bach in seinem hier noch flachen und sanften Tal in Möckmühler Gemeindegebiet und fließt bald darauf durch Korb. Etwa einen Kilometer unterhalb von Korb fließt von links der sehr kurze Heilbronner Graben ein, und nur wenige Meter flussabwärts mündet von rechts der unwesentlich größere Bärbach. Beide führen nur ein paar Monate im Jahr etwas Wasser. Diverse weitere Gräben und Schluchten tragen periodisch zur Speisung des Hergstbachs bei. Zwischen Leibenstadt und der Bärbachmündung ist der Hergstbach teilweise begradigt.
Je weiter man den Bach flussabwärts begleitet, desto deutlicher ändert sich das Erscheinungsbild seines Tales, das sich immer enger und tiefer in den Muschelkalk eingräbt und sich immer stärker windet. Für Siedlungen ist hier kein Platz mehr. In diesem Abschnitt hat der Hergstbach sogar eine kleine Felswand von etwa acht Meter Höhe geschaffen. Seine südexponierten Prallhänge wurden früher teilweise weinbaulich genutzt und bilden heute wertvolle Biotope. Die schmalen Talauen werden zum Teil landwirtschaftlich genutzt. Ein kleines Sträßchen verbindet Korb mit Ruchsen, von ihm zweigt zwischen den Orten die Zufahrt zum Weiler Dippach an, der sich an einer flacheren Stelle an den Hang schmiegt. Der Hergstbach erreicht schließlich Ruchsen und damit das Tal der Jagst, in die er auf einer Höhe von etwa 176 m ü. NN mündet.

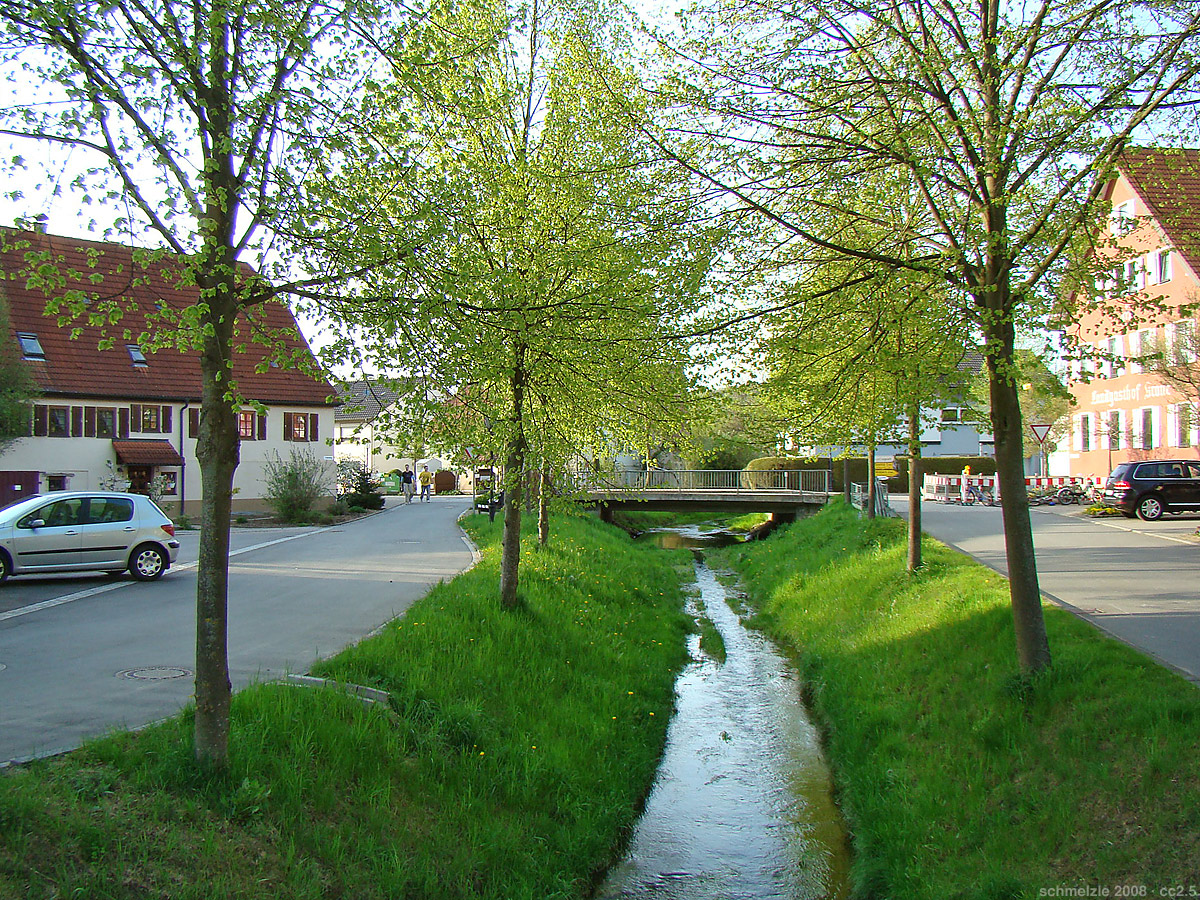
Der Hergstbach in Korb
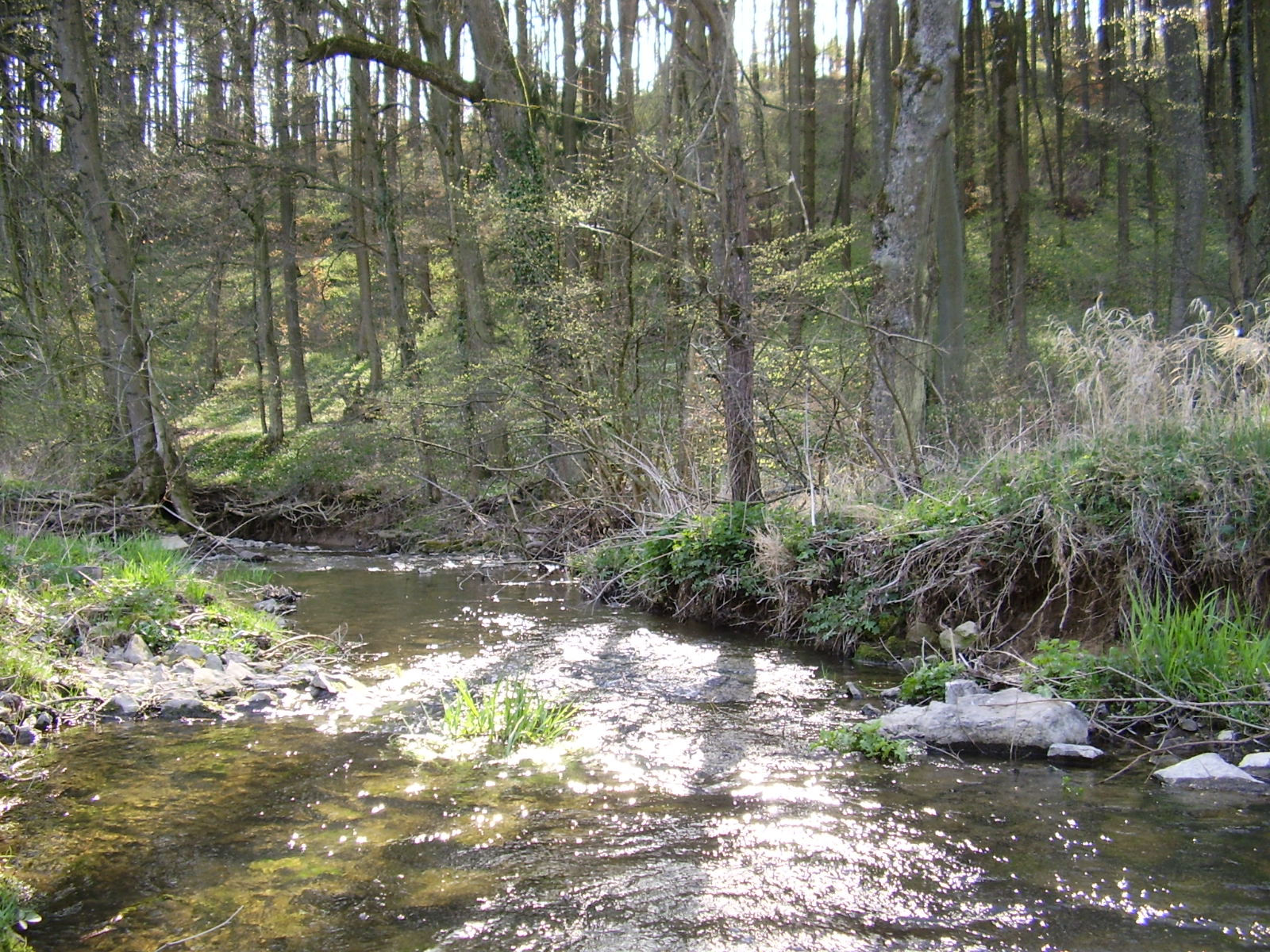
Szene am Hergstbach bei Dippach
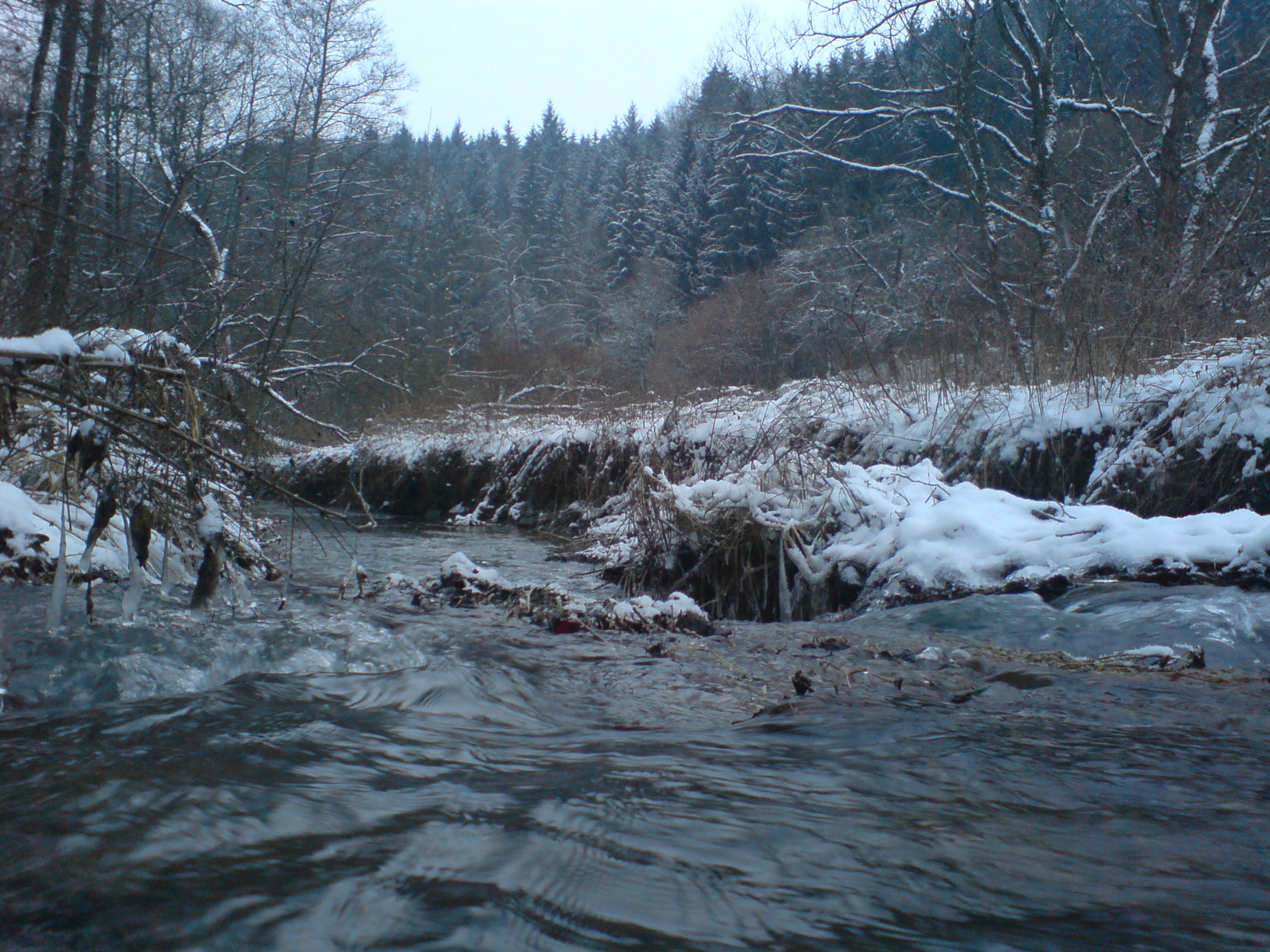
Im unteren Hergstbachtal
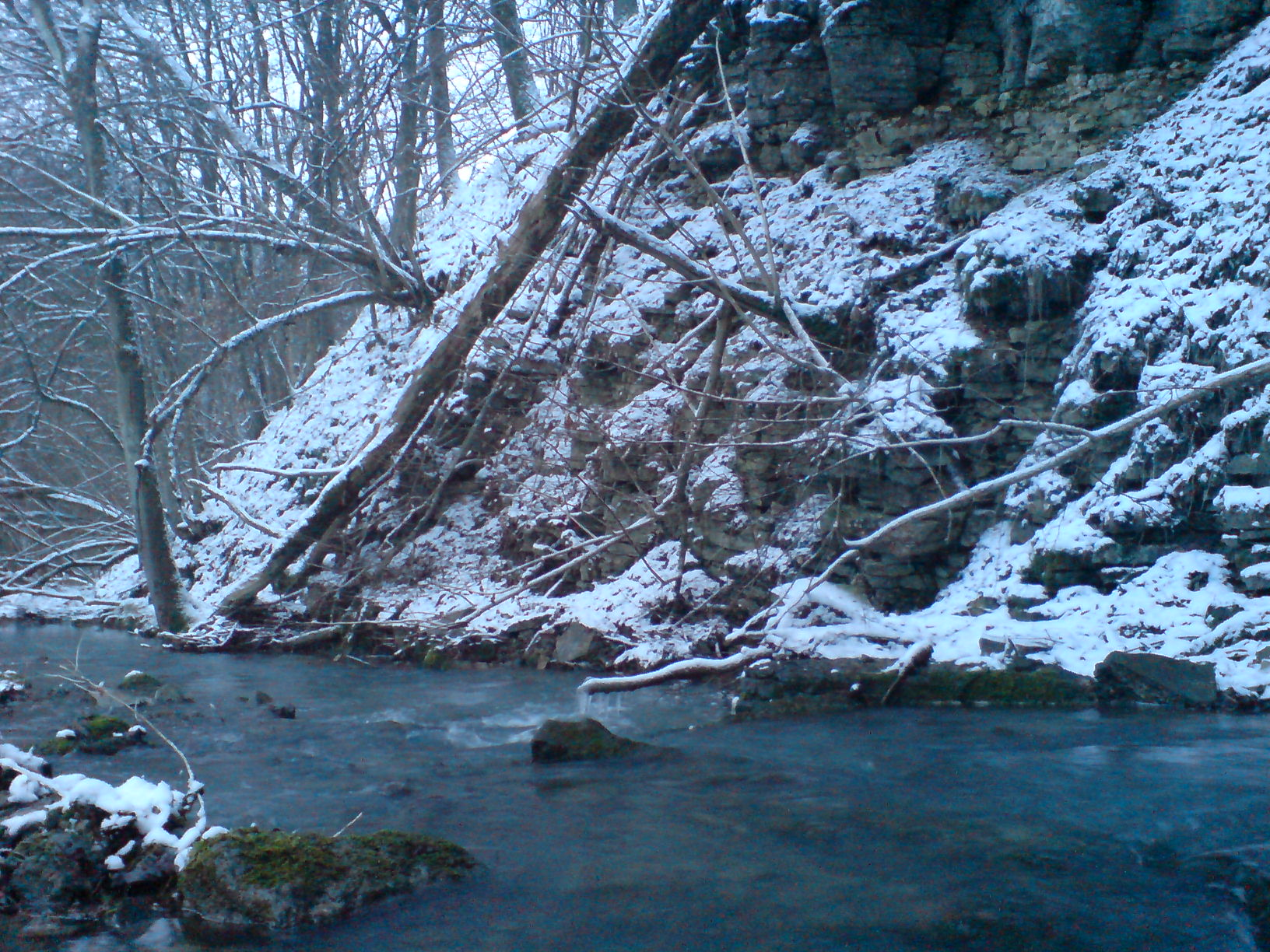
Kleines Kleb am Hergstbach
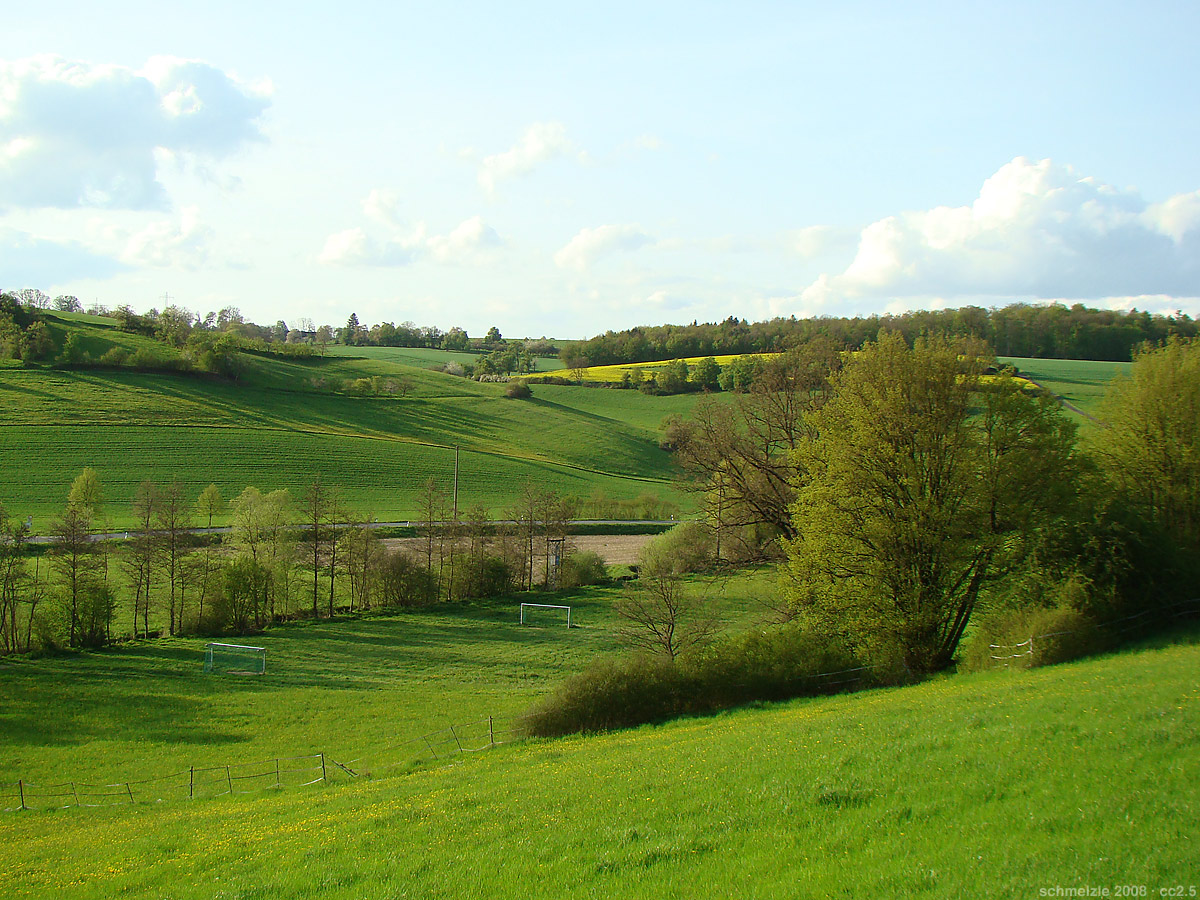
Das Hergstbachtal bei Korb
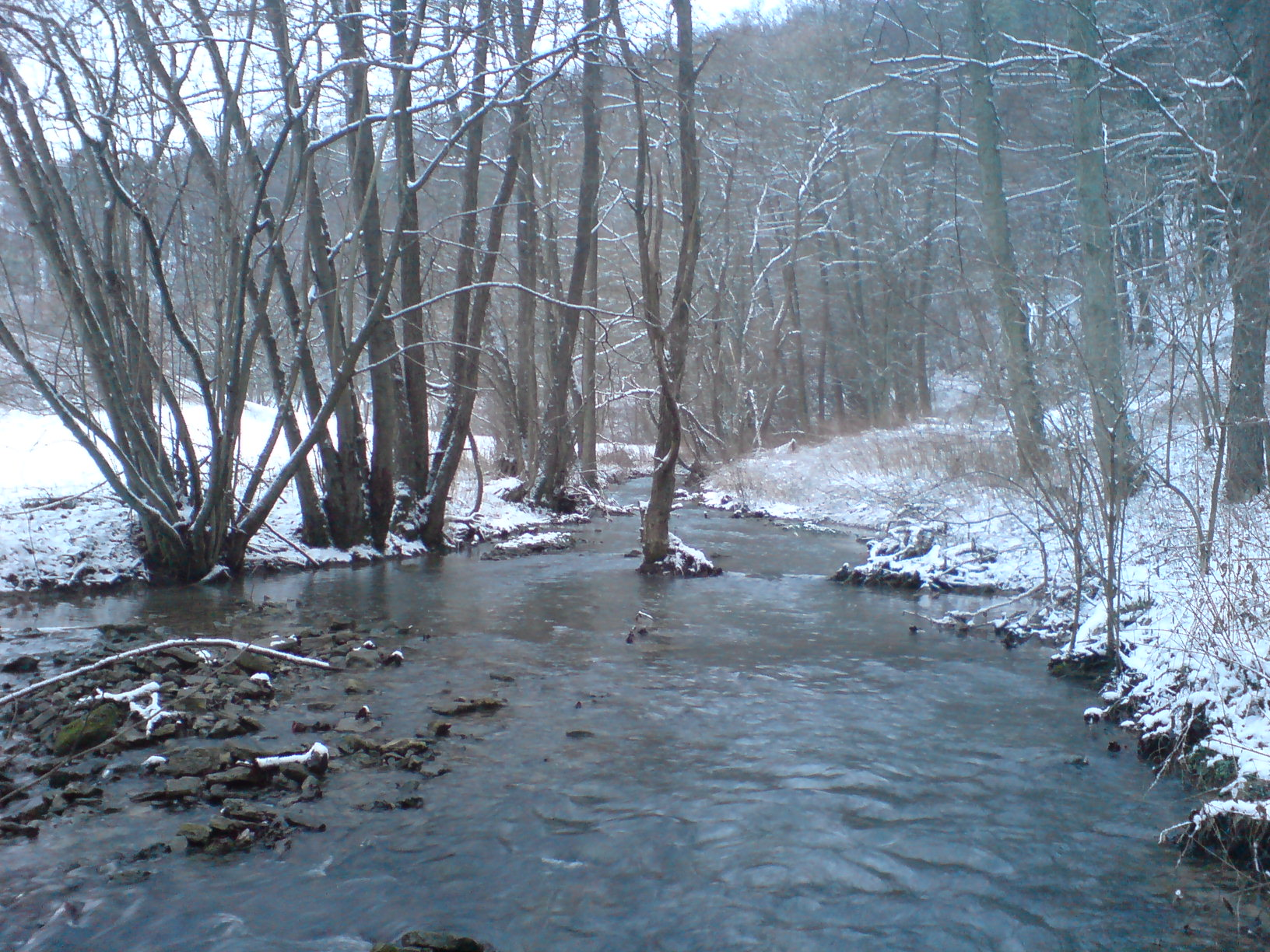
Im unteren Hergstbachtal. Das Bachbett des Hergstbachs erscheint vielerorts unverhältnismäßig breit.
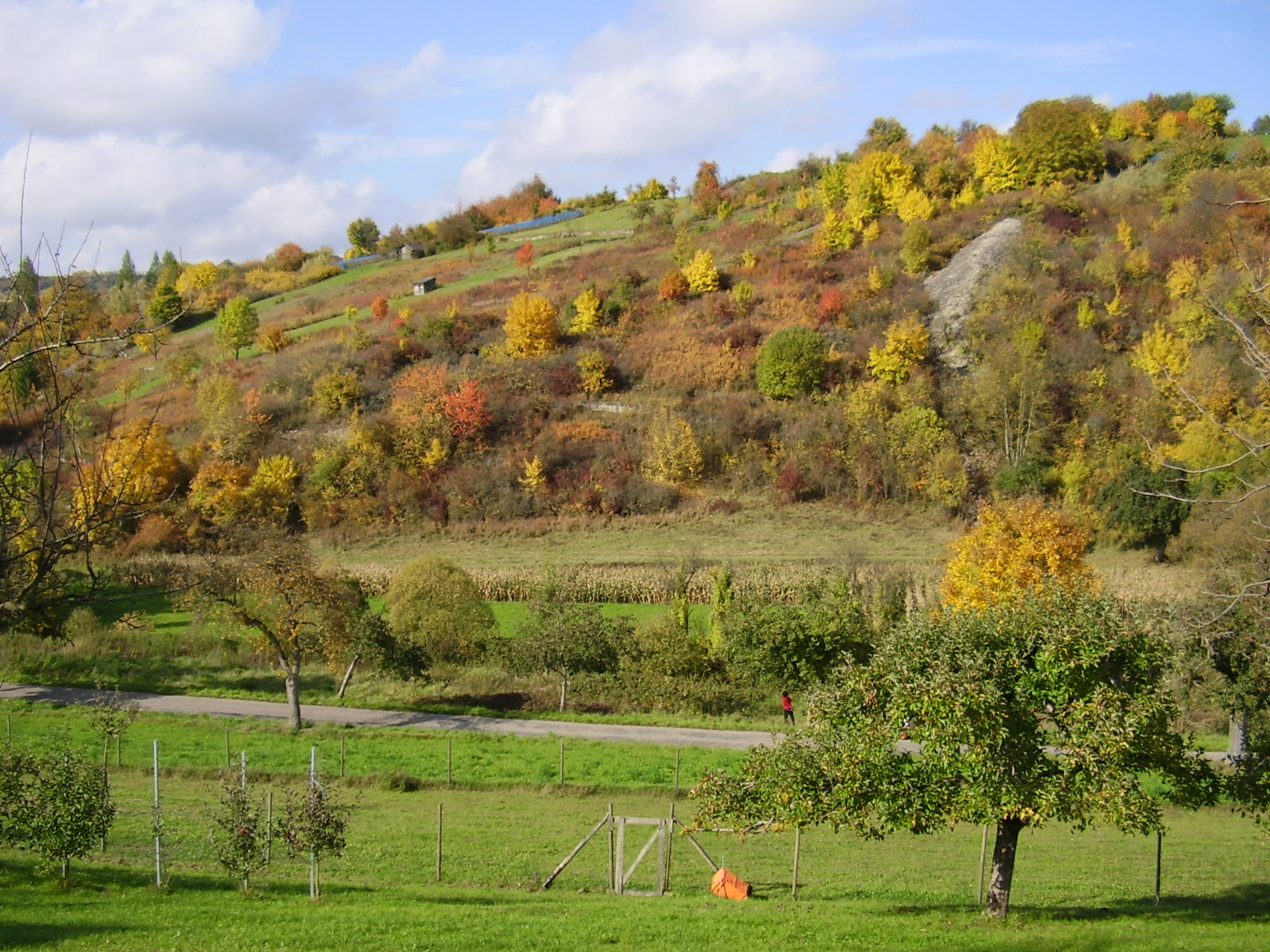
Beim Eintritt nach Ruchsen öffnet sich das Hergstbachtal zum Jagsttal.
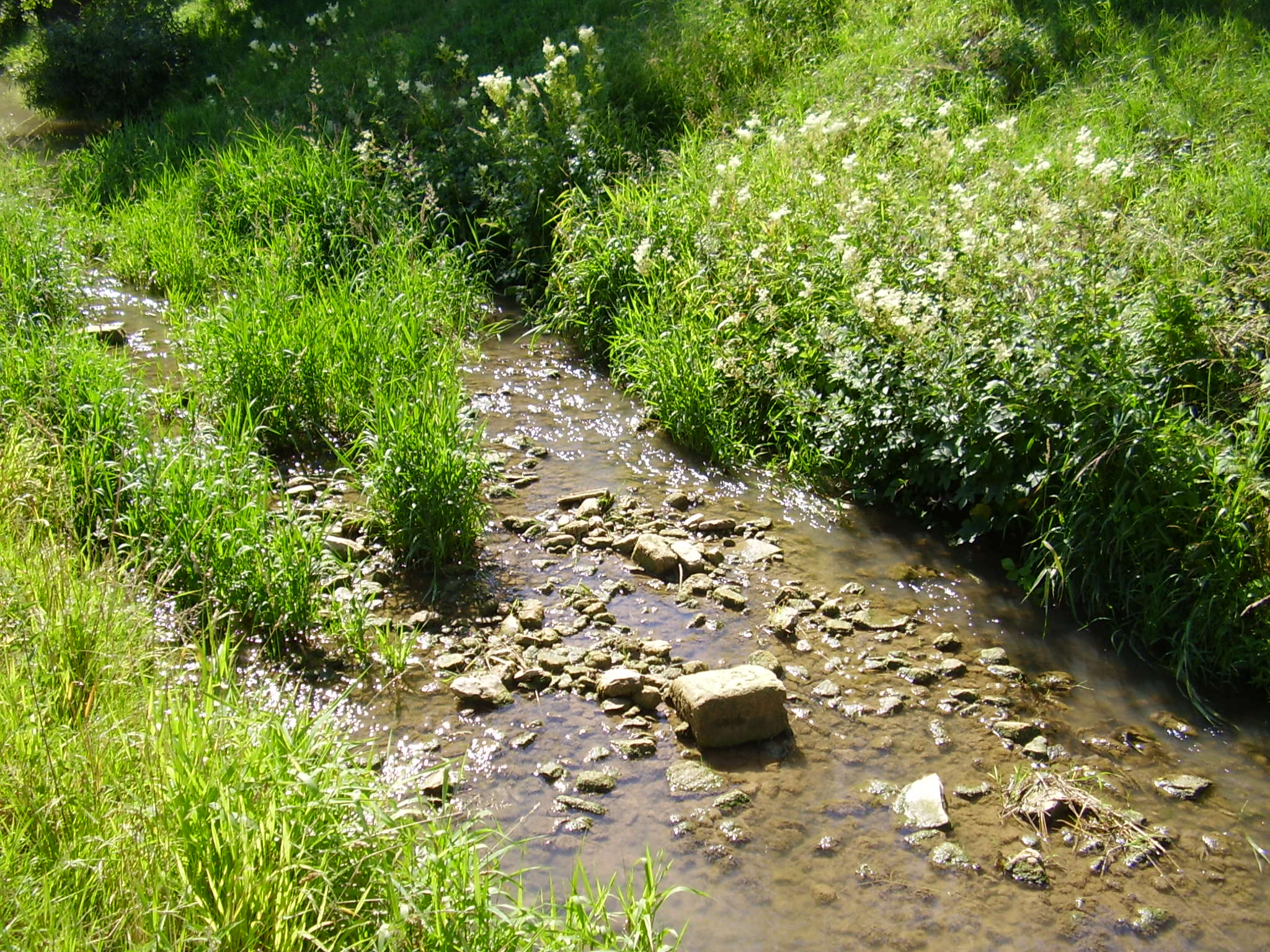
Hergstbach mit Mädesüß auf den letzten Metern seines Weges
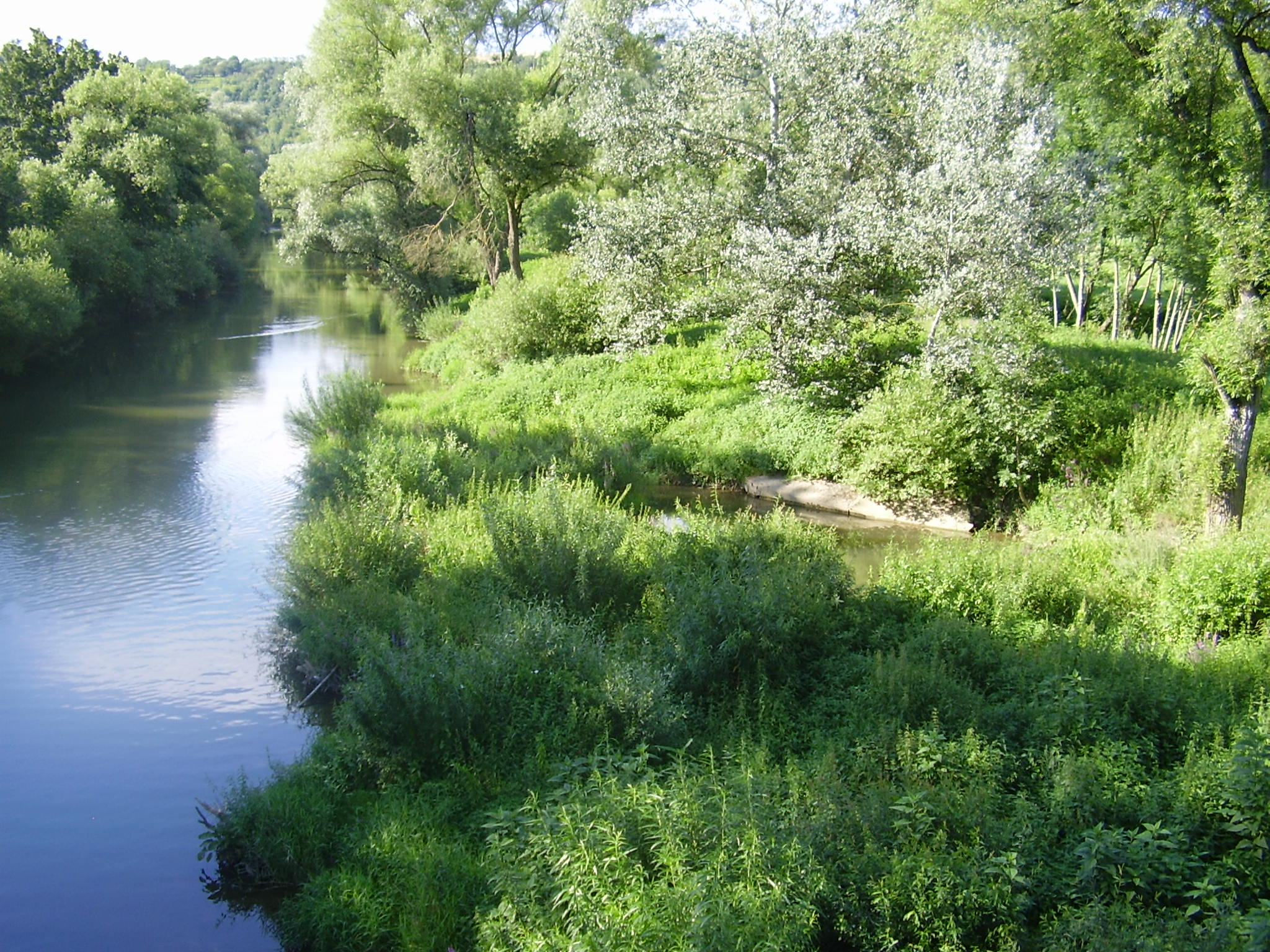
Mündung des Hergstbachs in die Jagst (2008)
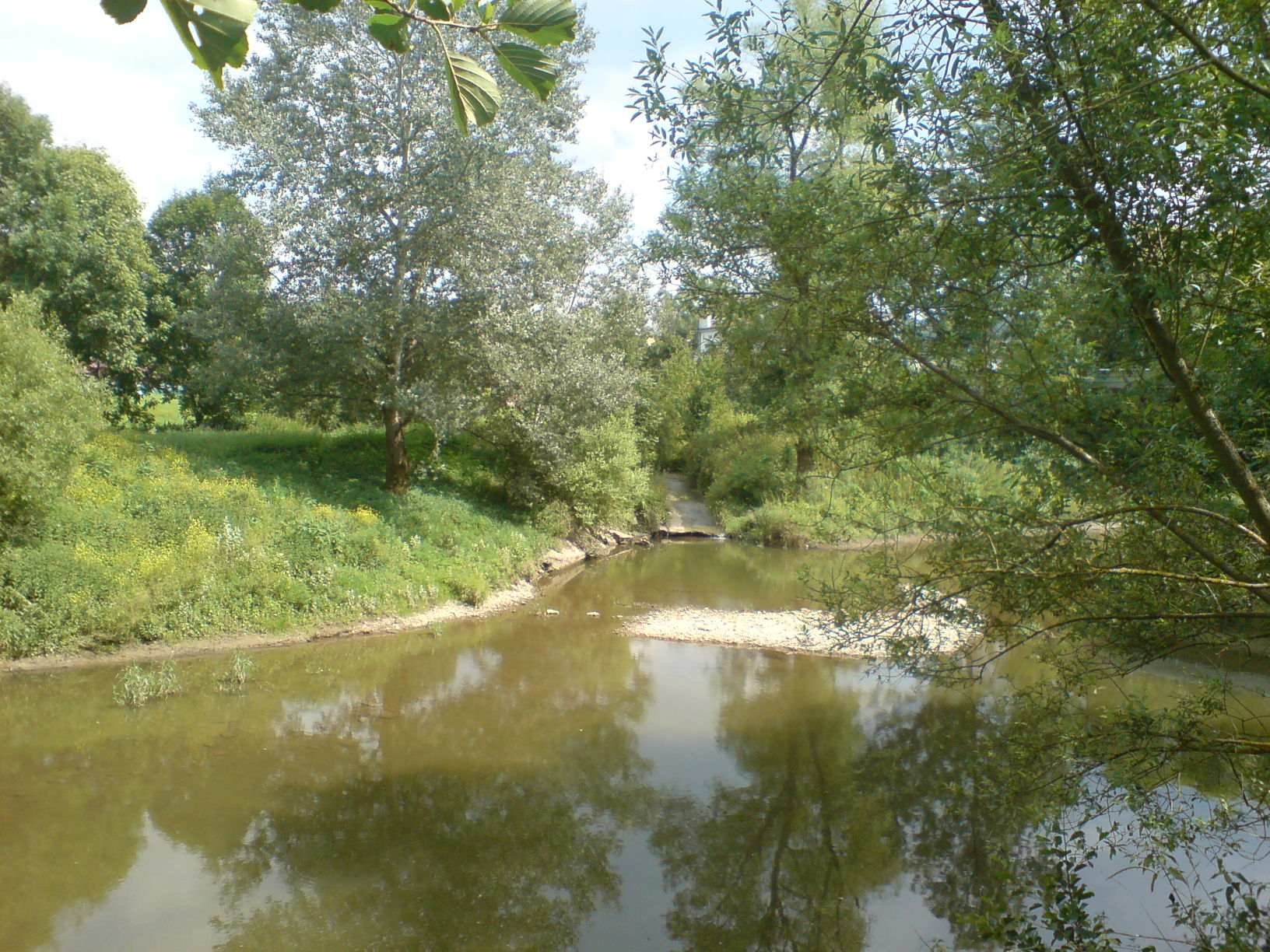
Hergstbachmündung (2009, nach Eingriff)

### Zuflüsse
Zuflüsse des Hergstbachesvom Zusammenfluss von Hergstgraben und Heidelsgraben bis zur Mündung. Auswahl. Zuflüsse noch unzureichend, wenig zu EZG vorhanden
- Klingengraben (rechts), 1,9 km
- (Bach aus dem Märzengrund) (rechts), 0,5 km
- (Bach aus der Fuchsklinge) (rechts), 1,4 km
- Heilbronner Graben (links)
- Bärbach (rechts), 1,7 km

### Orte am Hergstbach
- Hergenstadt (am Hergstgraben)
- Leibenstadt
- Korb
- Dippach
- Ruchsen

## Wasserführung des Hergstbachs
Obwohl der Hergstbach nach Einzugsgebiet der zehntgrößte Zufluss der Jagst ist, führt er gemessen an anderen, nach Einzugsgebiet und Klima vergleichbaren Fließgewässern sehr wenig Wasser, aus sowohl natürlichen wie menschengemachten Ursachen.
Der Hergstbach liegt größtenteils im Muschelkalk, einem Karstgestein, in dem es oft zu Versickerungen kommt, und verliert offenbar beträchtliche Wassermengen an seinen Untergrund. Sein Bett liegt höher als dasjenige der benachbarten, kräftigeren Bäche Kessach und Seckach; er ist damit in einer ähnlich nachteiligen Lage wie die Jagst gegenüber ihren Konkurrenten (siehe dort), die aber, anders als am Hergstbach, auch manchen wasserreicheren Abschnitte hat.
Im Bereich des Hergstbachs ist – wie allgemein im südlichen Bauland – Keuper nur noch in dünnen, oft von Lösslehm überlagerten Resten vorhanden, die auf den Hochebenen liegen. Der obere Muschelkalk ist stark verkarstet und damit sehr wasserdurchlässig. Der mittlere Muschelkalk, ein salinares Gestein, käme als Grundwasserleiter in Betracht, ist aber stark ausgelaugt und gibt das meiste Grundwasser an tiefer liegende Schichten ab. Der untere Muschelkalk ist weniger stark verkarstet und übernimmt die Funktion als Grundwasserleiter. Das Bachbett des Hergstbachs zieht ganz im oberen Muschelkalk, während die nahen Flussbetten von Seckach, Kessach und Jagst hauptsächlich im mittleren Muschelkalk liegen. Obwohl der Hergstbach nach Süden hin recht stark fällt, erreicht er bis zu seiner Mündung in Ruchsen den mittleren Muschelkalk nicht, da die Gesteinsschichten nach Süden hin abfallen. Der untere Muschelkalk – der wichtigste Grundwasserleiter in diesem Bereich – liegt also tiefer als das Bachbett des Hergstbachs. So findet nur wenig Grundwasser den Weg in den Hergstbach, während der größte Teil in andere Einzugsgebiete gelangt.
Als weiterer Umstand kommt die Flurbereinigung hinzu, im Zuge derer um den Hergstbach herum vielerorts Böden dräniert wurden und deshalb nun der Boden weniger Wasser speichert, das Wasser schneller oberflächlich abfließt und sich so der Abfluss auf wenige und besonders starke Hochwasser konzentriert. Nach Einschätzung Ortsansässiger sei die gewöhnliche Wasserführung vor der Flurbereinigung tatsächlich größer gewesen.
Das Bachbett des Hergstbaches ist für den typischen Durchfluss unverhältnismäßig breit. Gerade in den Sommermonaten geht dieser regelmäßig so stark zurück, dass schließlich die Korber Kläranlage zum wichtigsten Zufluss wird. Denn der Hergstbach liegt oberhalb dieser Kläranlage deutlich früher und länger trocken als unterhalb, doch auch abwärts von ihr versiegt sein Wasserfluss manchmal völlig, so dass dann lediglich eine Kette von Tümpeln und Pfützen bleibt. Für die durchschnittliche Wasserführung dürfte das jedoch kaum Auswirkungen haben, da sich nicht die gesamte jährliche Abflussmenge ändert, sondern nur deren Verteilung über das Jahr.

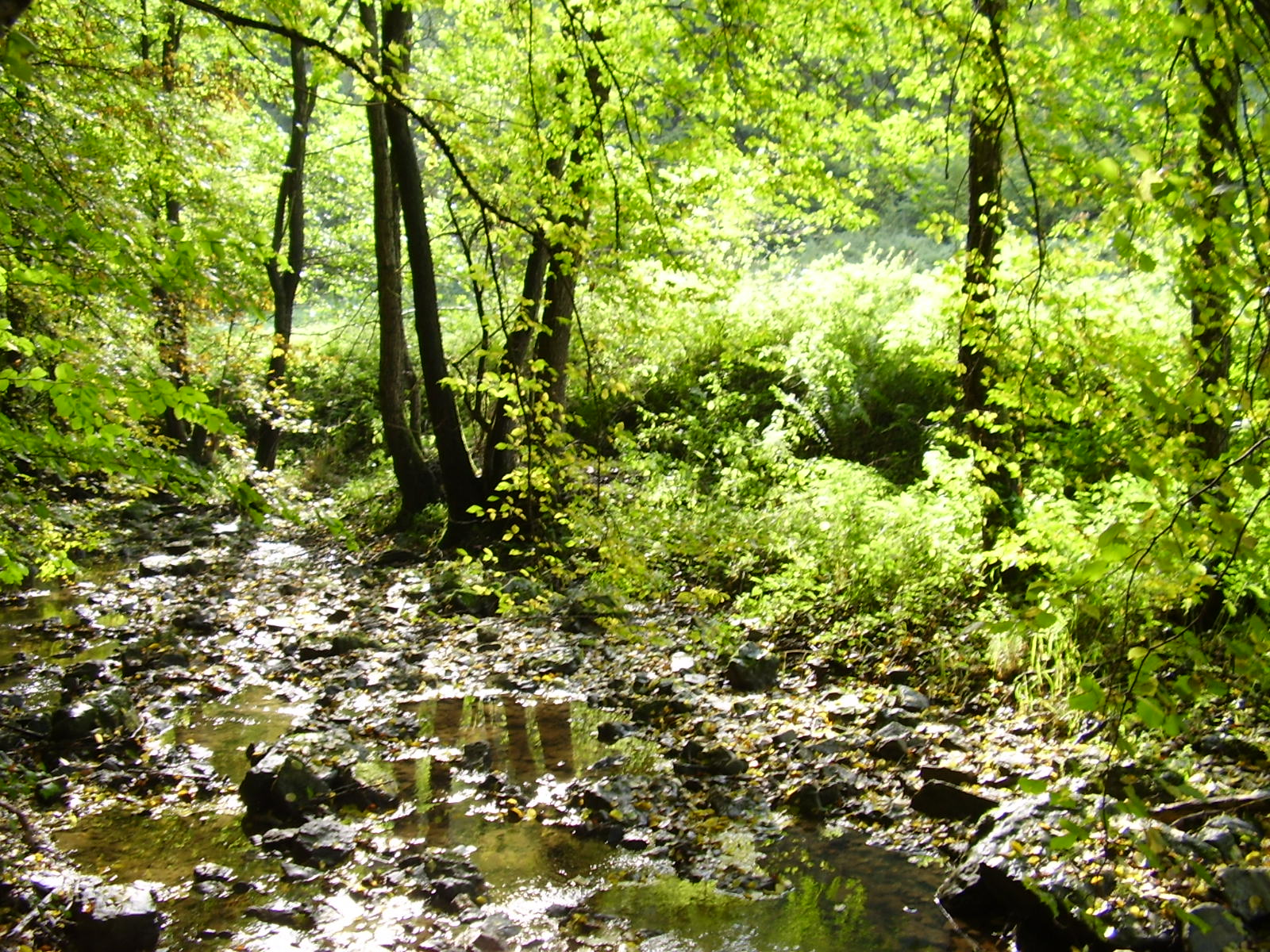
Hergstbach bei geringster Wasserführung
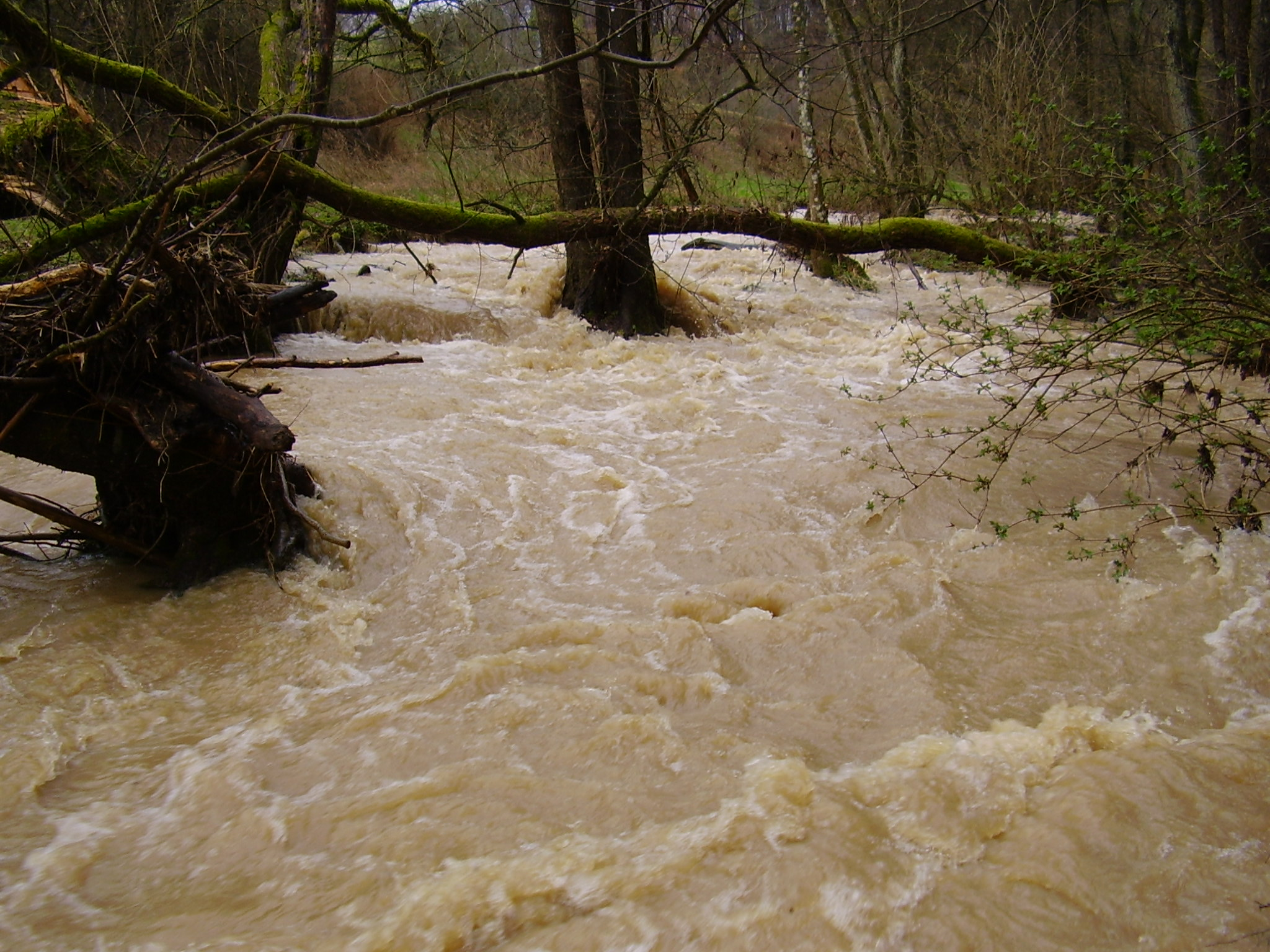
Kleineres Hochwasser nach Schneeschmelze (2008)
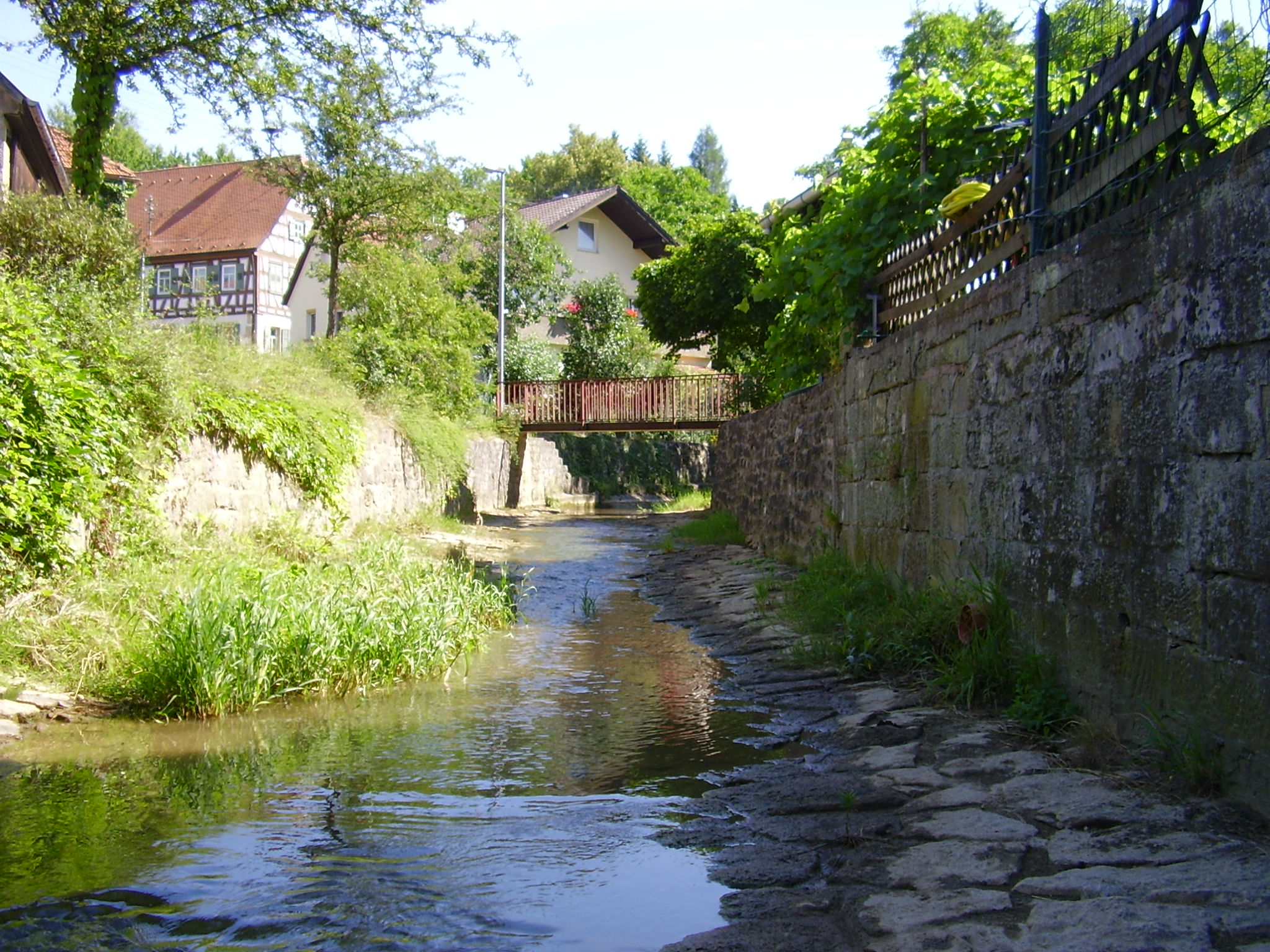
Ruchsen. Die Brücke im Hintergrund wurde im Dezember 1993 abgerissen
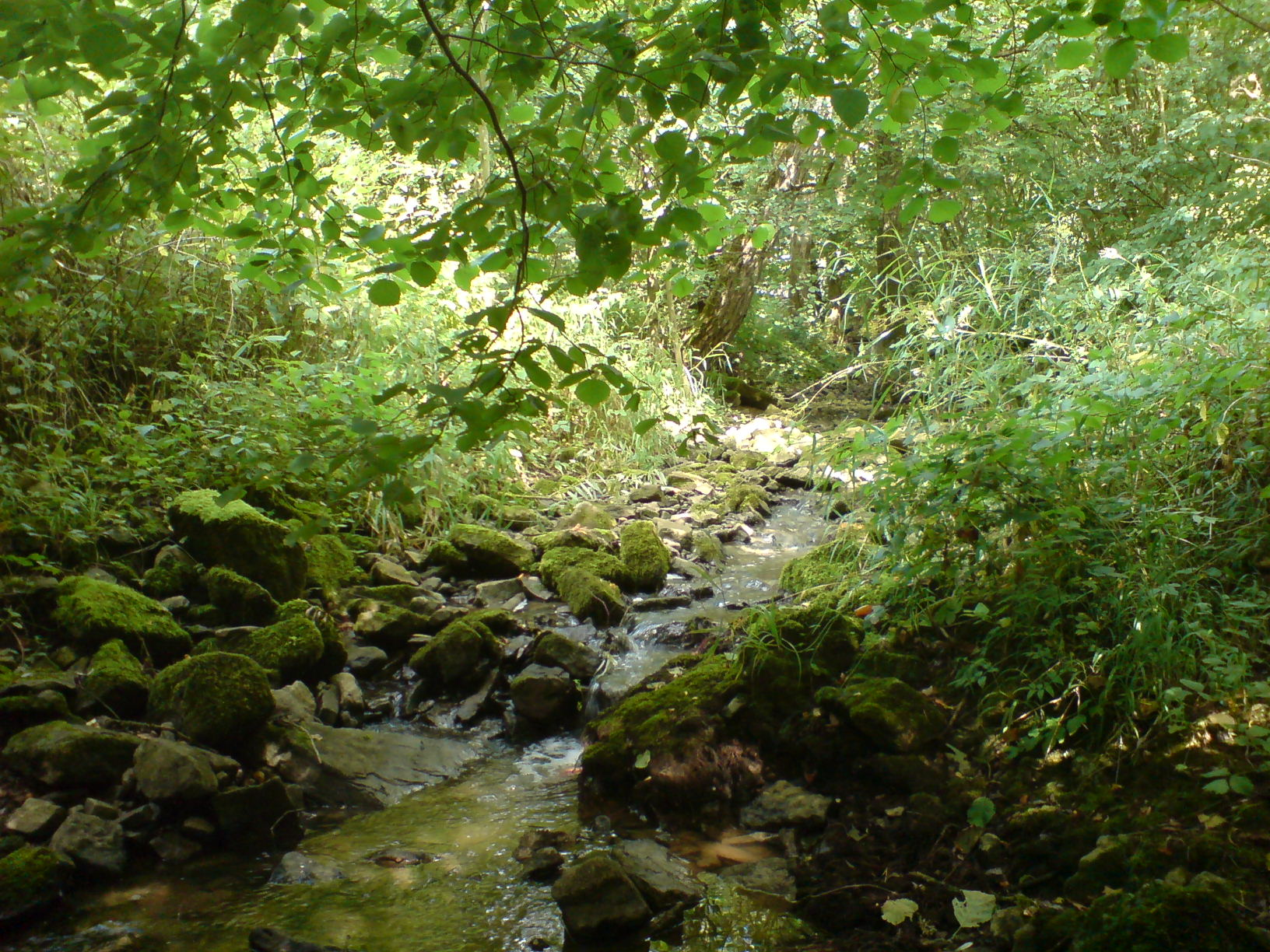
Wasserführung im September im unteren Hergstbachtal
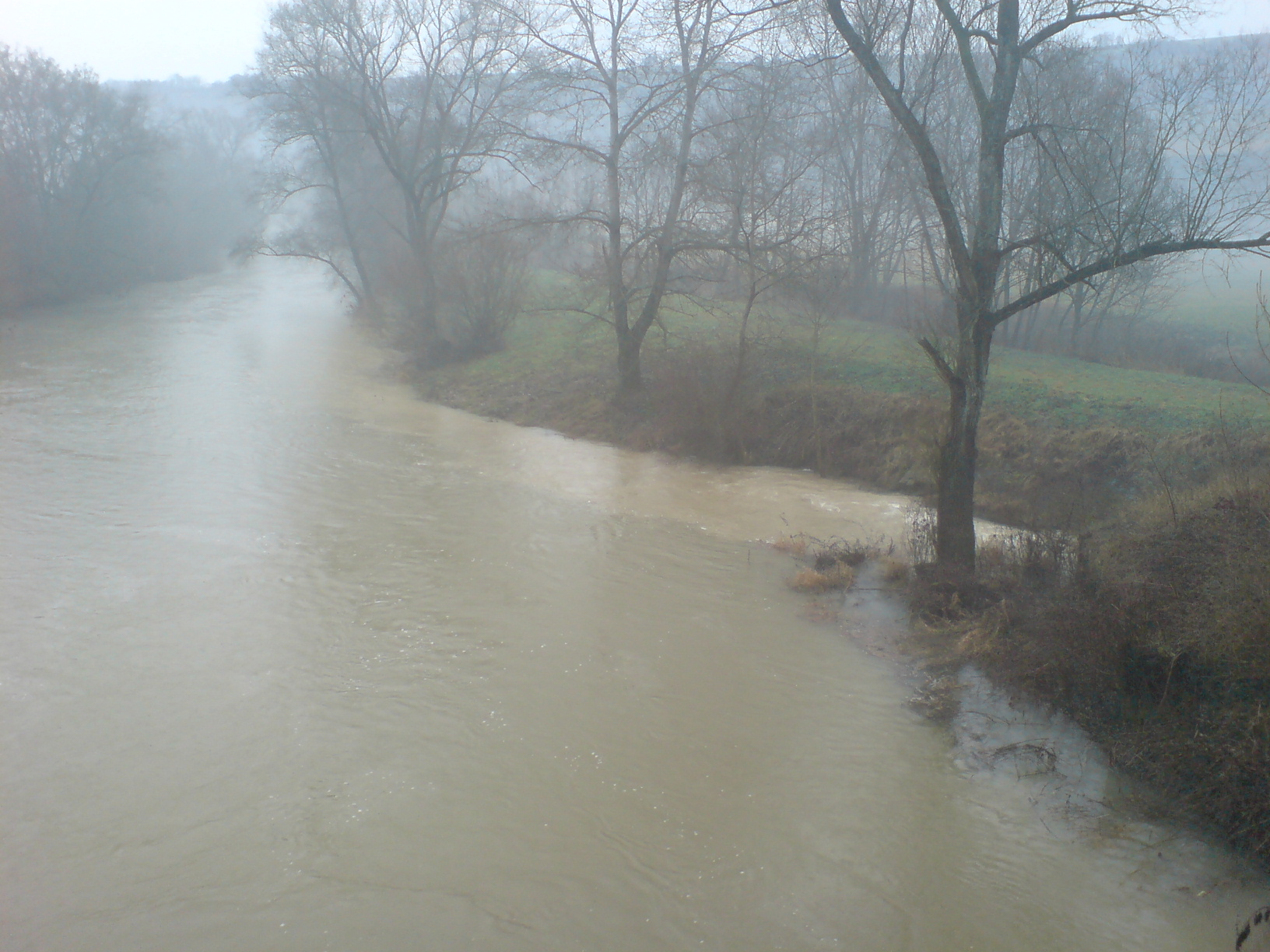
Hochwasser führender Hergstbach an der Mündung. Das stärker gefärbte Hergstbachwasser ist noch einige Meter nach dem Zusammenfluss erkennbar (Dezember 2009).
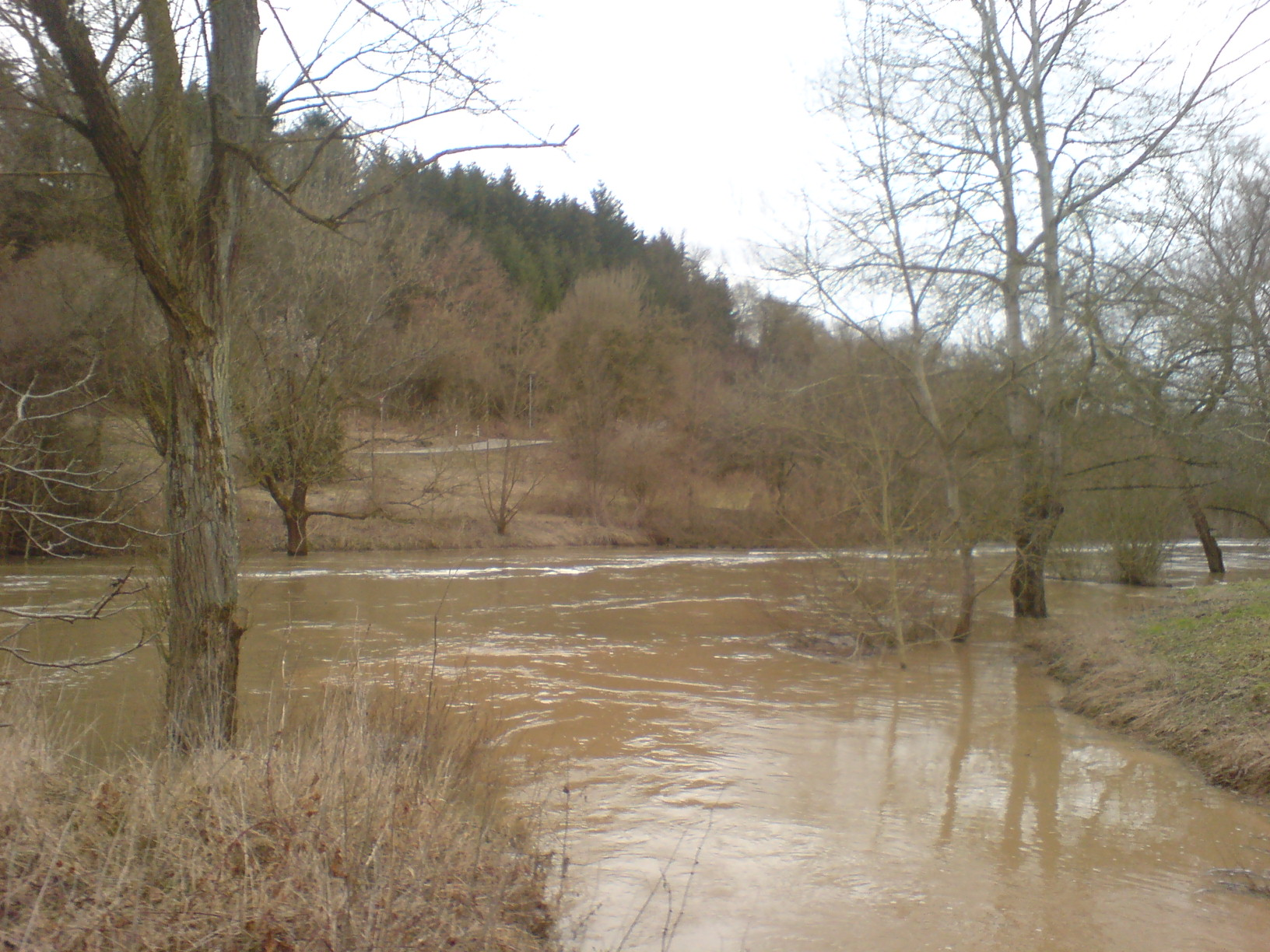
Mündung bei leichtem Hochwasser am 25. Februar 2010

Betrachtet man den bescheidenen Hergstbach bei gewöhnlicher Wasserführung oder gar im Hochsommer, fällt es schwer zu glauben, wie mächtig der Bach bei Hochwasser anschwellen kann. Im Dezember 1993 überflutete er die tieferliegenden Teile Ruchsens, an einer Straßenkreuzung sei das Wasser anderthalb Meter hoch über die Straße geflossen. Auch Korb wird regelmäßig von Hochwasser heimgesucht. Man bemüht sich schon lange, von der Stadt Möckmühl Schutzmaßnahmen dagegen zu erwirken. Gefährlich ist der sehr rasche Anstieg des Wasserstandes, der bei Kleingewässern zwar natürlich ist, im Falle des Hergstbaches aber – wie bei unzähligen anderen Bächen in landwirtschaftlich genutzten Gebieten – vor allem dadurch noch verstärkt wird, dass die landwirtschaftlichen Flächen oft drainiert sind, dass die Felder regelmäßig von Abflussrinnen durchzogen sind, dass man die Gräben an Feldwegen penibel säubert und oft keinerlei Hecken und Feldgehölze aufkommen lässt. Man scheint das Niederschlagswasser möglichst schnell abführen zu wollen – buchstäblich nach dem Sprichwort „nach uns die Sintflut“.
Die Hochwasser in Korb sind nur teilweise dem Hergstbach geschuldet, denn er erreicht eher selten eine so hohe Wasserführung, dass er hier aus seinem künstlichen Bett treten würde. Häufiger kommt das Wasser aus einem unscheinbaren Seitentälchen, dem Fuchsenloch. Der von dort herführende Graben ist im Dorfbereich mit einem zu engen, fast eben liegenden Rohr verdolt. Steht nun der Hergstbach hoch, staut er den Abfluss aus dem Fuchsenloch. Wenn nun nach Starkregen oder anhaltenden Niederschlägen auf wassergesättigten Boden große Wassermassen das Seitentälchen hinabstürzen, suchen diese sich einen oberirdischen Weg – der nur über die Straßen führen kann und dabei natürlich auch vor Gebäuden nicht Halt macht.

## Landschaft, Vegetation und Tierwelt
Das Hergstbachtal, insbesondere sein unterer Abschnitt, ist bedeutend aus Sicht des Naturschutzes, der Landschaftspflege sowie der Erholung. Dieser Bereich ist außerordentlich reich und kleinräumig strukturiert, beherbergt eine Fülle von besonderen Biotopen mit entsprechender Artenvielfalt und das Tal ist relativ störungsarm.
Kennzeichnend ist vor allem die Vielfalt und der mosaikartige Wechsel von naturnahen Waldgebieten, Hecken und Gebüsch, Wiesen und Auebiotopen, die eine gewisse Fülle zahlreicher seltener oder geschützter Pflanzenarten beherbergen. Dazu gehören beispielsweise Golddisteln, Küchenschellen, Akeleien, Acker-Wachtelweizen, Ästige Graslilie, Bienen-Ragwurz, Helm-Knabenkraut, Purpur-Knabenkraut oder der Gefranste Enzian. Auf ehemaligen Weinberglagen erstrecken sich heute zum Teil Streuobstwiesen, wovon sich die mangels Pflege in unterschiedlichen Sukzessionsstadien befinden. Auf manchen Flächen werden alte Landnutzungsformen (extensive Grünlandnutzung, Weinbau oder Obstbau auf Streuobstwiesen) durch Pflegemaßnahmen imitiert, um die entsprechenden Biotope so zu erhalten. Das betrifft vor allem Flächen auf den steilen Prallhängen, allerdings nur eine Minderheit; der überwiegende Teil der Prallhänge wird langfristig verwalden, wo das nicht schon geschehen ist.
Der Hergstbach ist aufgrund extremer Wasserstandsschwankungen (siehe oben) arm an Fischen. Nachgewiesen sind die Regenbogenforelle, Bachforelle, Elritze, Mühlkoppe und Schmerlen.
Am Hergstbach ist es möglich, dem Eisvogel zu begegnen, allerdings ist davon auszugehen, dass er sich hier nur als Gast aufhält.
Der von der Forstlichen Versuchs- und Forschungsanstalt Baden-Württemberg ausgearbeitete Generalwildwegeplan für Baden-Württemberg sieht vor, dass ein Wildkorridor von nationaler Bedeutung durch das untere Hergstbachtal verlaufen soll. Die entsprechende Achse verbindet den Schwäbisch-Fränkischen Wald über die Wälder der Hohenloher Ebene, den Harthäuser Wald und die Weidach mit dem östlichen Odenwald. Die Route kreuzt zwischen Ruchsen und Widdern das Jagsttal und führt durch das untere Hergstbachtal und das Waldstück Möckmühler Weg bei Hagenbach in das Waldgebiet Altes Bannholz, ehe sie zwischen Roigheim und Sennfeld das Seckachtal kreuzt. Nach dieser Konzeption würde dem Hergstbachtal aus Sicht des Biotopverbundes auch formal große Bedeutung zukommen.
Über den größten Teil des Hergstbachtales erstreckt sich das 360 Hektar große Landschaftsschutzgebiet Hergstbachtal. Es befinden sich dort außerdem das 3,8 Hektar große Naturschutzgebiet Weinberg im Hergstbachtal, ein artenreicher Halbtrockenrasenhang, eine Eiche als Einzelnaturdenkmal sowie die flächenhaften Naturdenkmäler Im untern Tal, Steppenheide Bachwingert, Vordere Weinsbergäcker und Steppenheide Untere Steig. Letzteres gehört, obwohl sehr nahe bei Ruchsen, zur Stadt Widdern. Näheres zu den Schutzgebieten findet sich auf den Seiten der LUBW, siehe Quellenangaben.

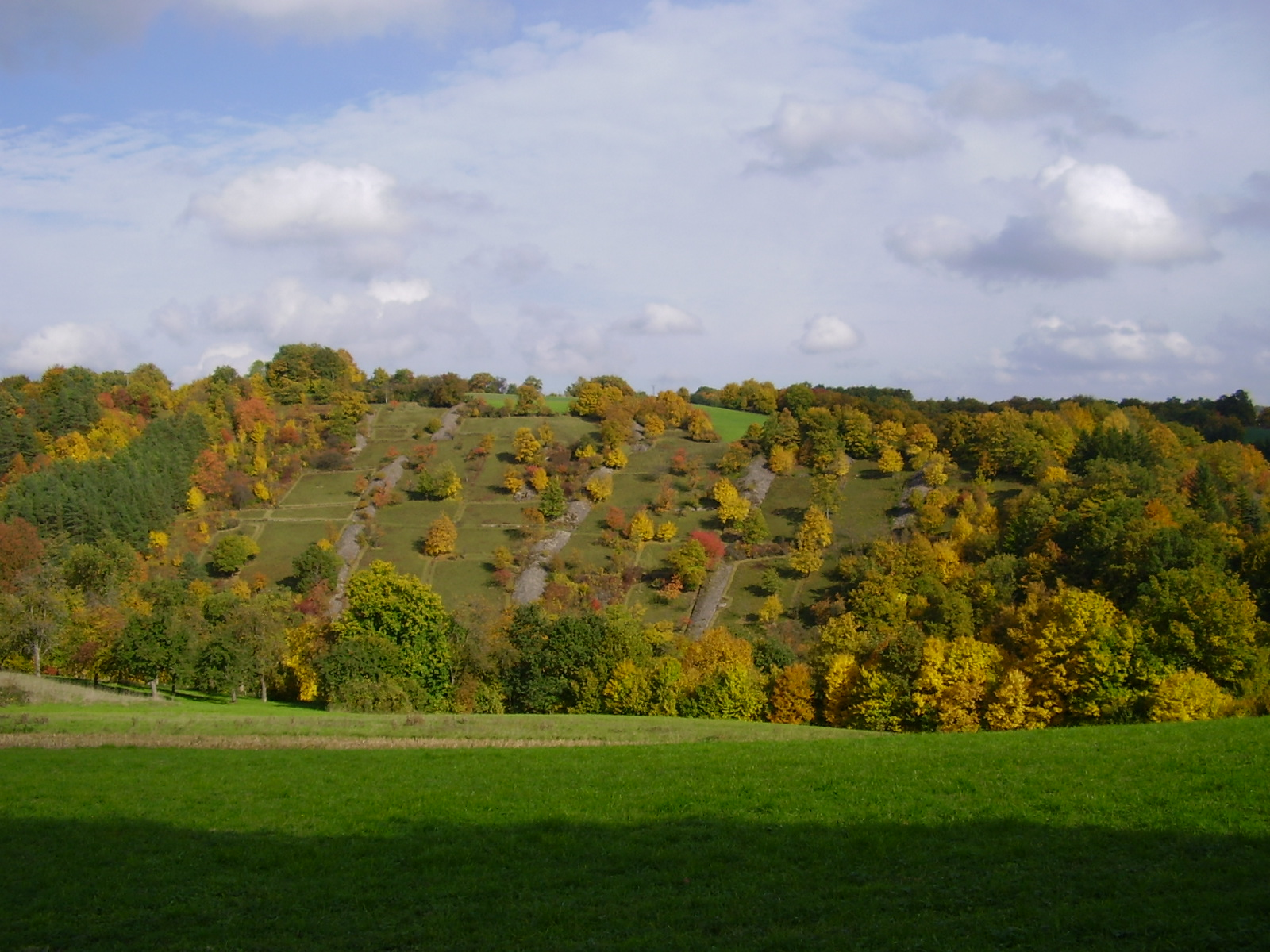
Gepflegter Steilhang im unteren Hergstbachtal (FND „Steppenheide Bachwingert“)
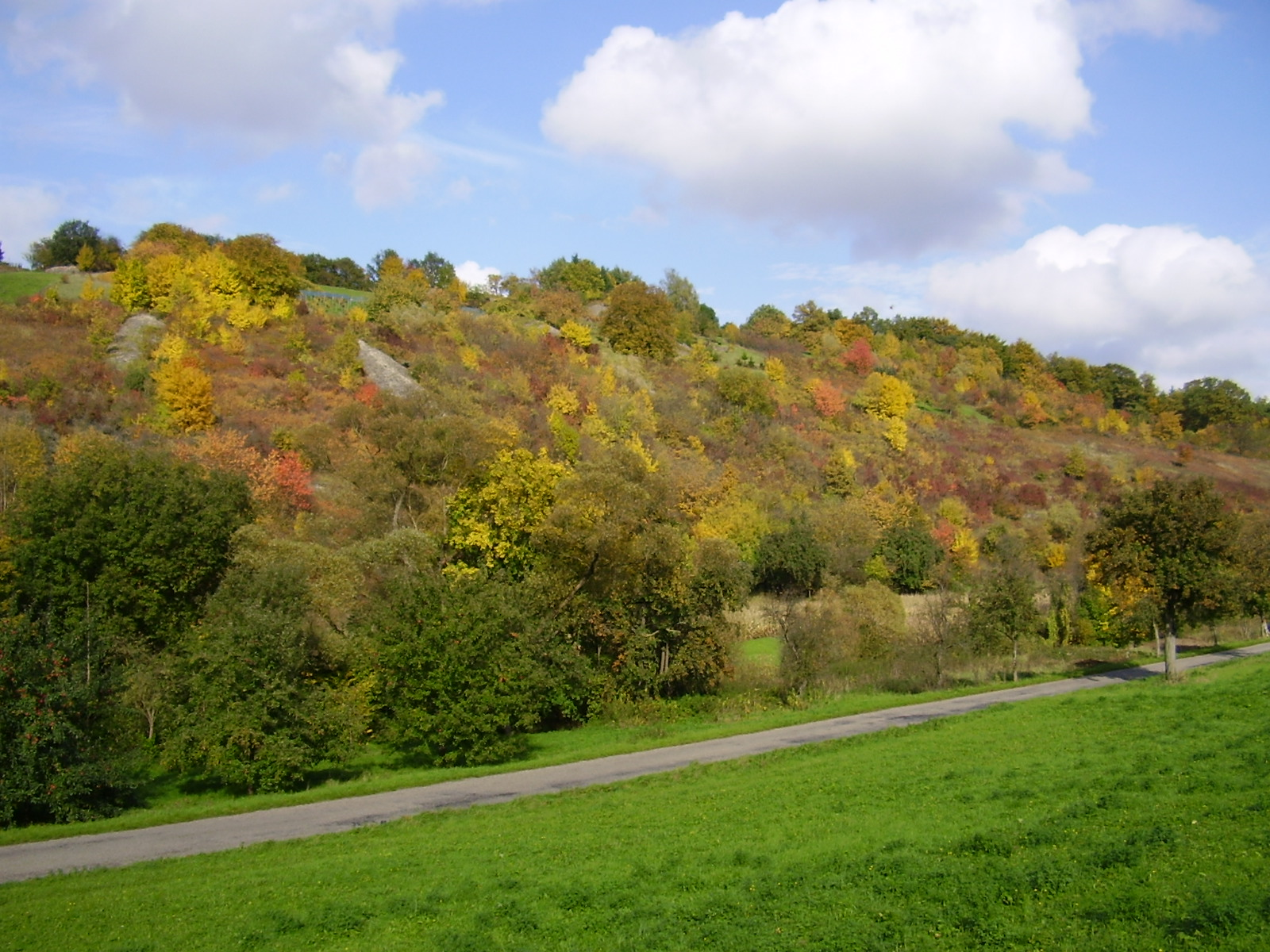
Verwaldende Weinberge im unteren Hergstbachtal
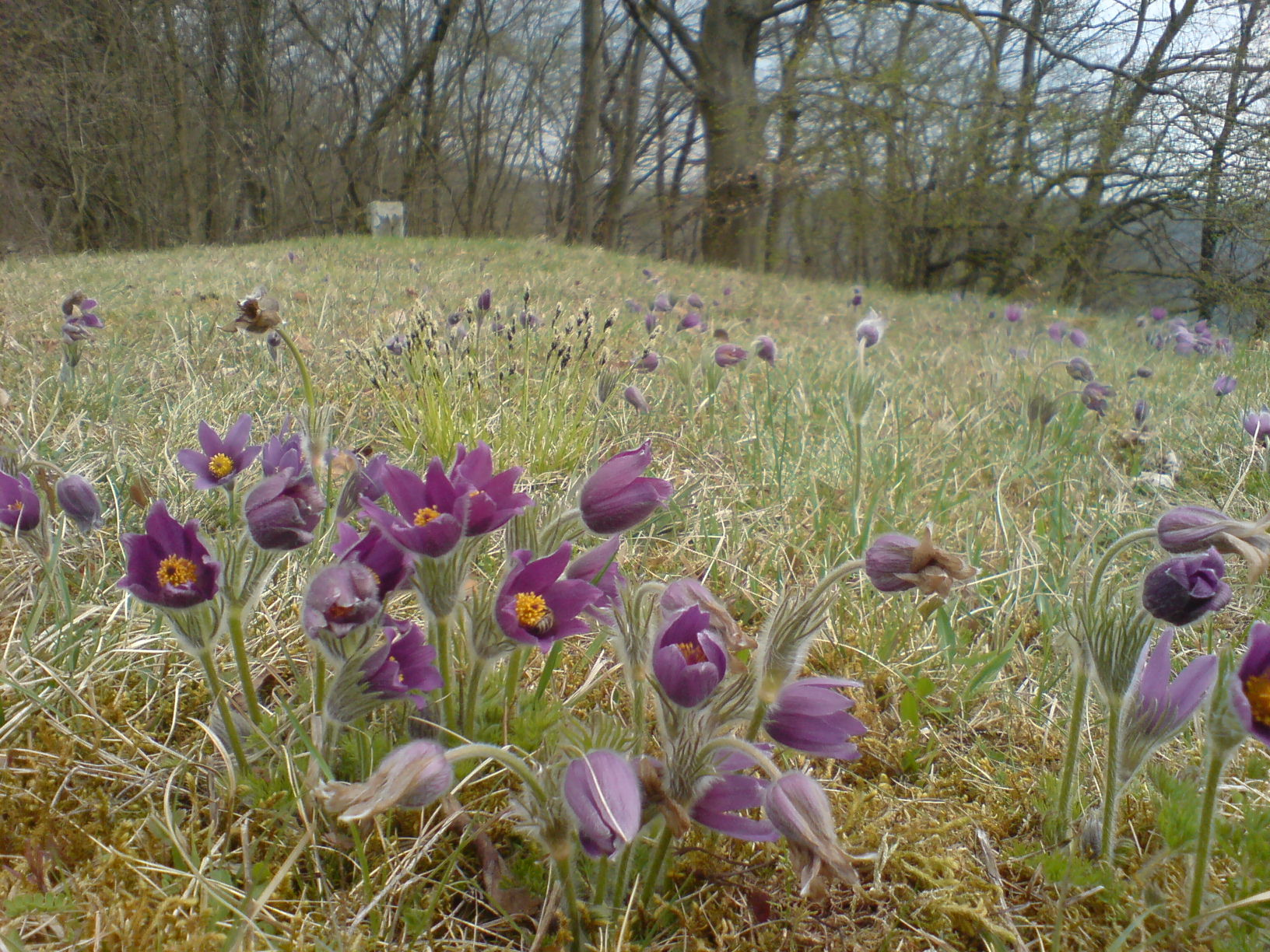
Küchenschellen Pulsatilla cf. vulgaris im flächenhaften Naturdenkmal „Steppenheide Untere Steig“ auf dem Kamm zwischen Jagst- und Hergstbachtal
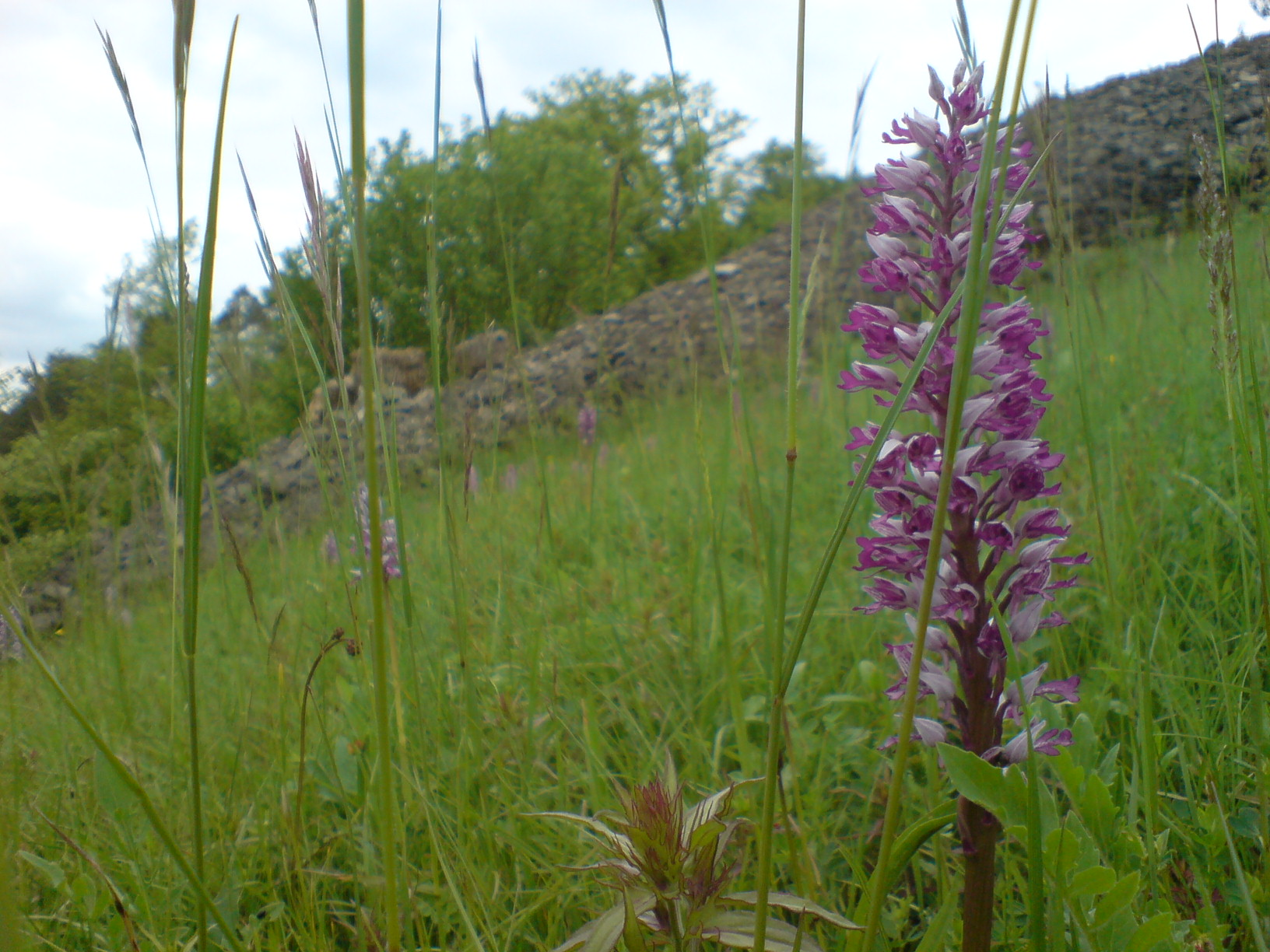
Helmknabenkraut (Orchis militaris) im FND „Steppenheide Bachwingert“ im unteren Hergstbachtal
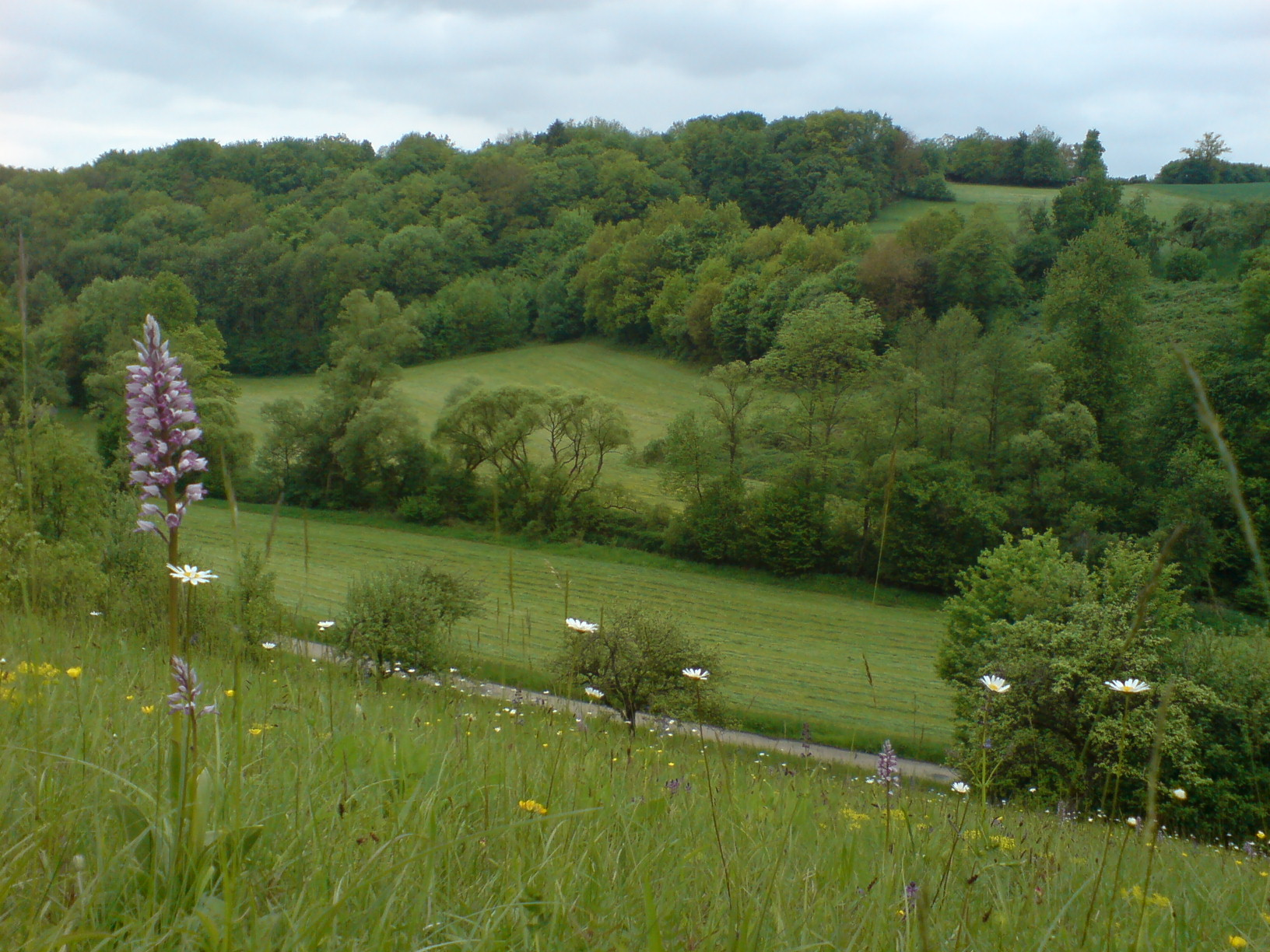
Blick ins Hergstbachtal von halber Hanghöhe im FND „Steppenheide Bachwingert“
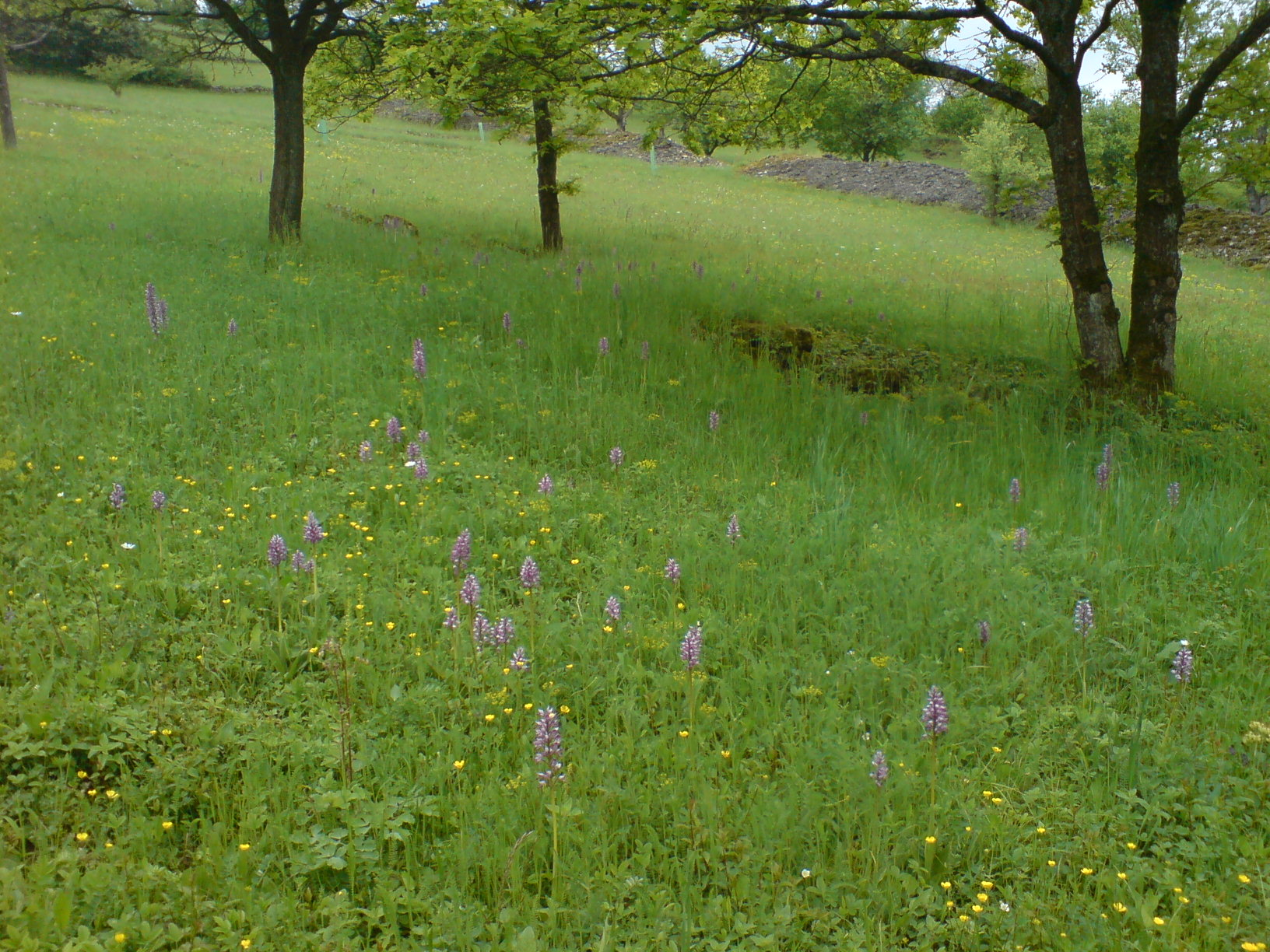
Im Mai ist der ohnehin sehenswerte Halbtrockenrasen von tausenden Helmknabenkräutern übersät

## Freizeit
Das Hergstbachtal, insbesondere unterhalb von Korb, ist aufgrund seiner landschaftlichen Reize beliebt für Wanderungen, Spaziergänge und Radtouren. Die Stadt Möckmühl möchte ihr Radwanderwegenetz ausbauen, es gibt Bestrebungen und Pläne für einen Radweg, der sich in Korb an die Hergstbachstraße anschließen soll und nach Leibenstadt führen soll. Der Radweg kollidiert allerdings mit Landschafts- und Naturschutzinteressen. Die bisher vorgesehene Streckenführung verläuft durch einen abgelegenen, bisher nicht erschlossenen Abschnitt und befindet sich im Landschaftsschutzgebiet Hergstbachtal.

## Geschichte
Mitten auf der Talaue des Hergstbachs unweit der Bärbachmündung liegt ein Grabhügel, der kleine Korber Katzenbuckel. Der Obere Hergenstadter Wald, in dem die Quellen des Hergstbaches liegen, wird vom Limes durchquert, dessen Verlauf an einer kerzengeraden, wallähnlichen Erhebung von über einem Kilometer Länge im Wald heute noch erkennbar ist.
Offenbar wurde der Hergstbach einst, zumindest am unteren Fließabschnitt, Diebach genannt. So benennt ihn dort jedenfalls Kartenwerk aus dem 16. Jahrhundert. Nach diesem Namen ist wohl auch der Weiler Dippach benannt.
Die Flurbereinigungen der siebziger Jahre ebenso wie die Begradigungen am Hergstbach und seinen Quellflüssen hatten erhebliche Folgen für das Landschaftsbild des Hergstbachtals, die Ökologie und den Wasserhaushalt. Näheres dazu im Absatz zur Wasserführung. Doch ist der Bachlauf trotzdem überwiegend natürlich oder naturnah geblieben, insbesondere im unteren Hergstbachtal.